# Politique de sécurité et de défense commune
La politique de sécurité et de défense commune (PSDC) fait partie intégrante de la politique étrangère et de sécurité commune (PESC) de l'Union européenne (UE). La PSDC est un instrument nouveau, beaucoup plus global qu'une alliance de défense, et potentiellement ambitieux puisqu'elle vise à la définition progressive d'une politique de défense commune de l'Union. Son objet premier est de doter l’Union d'une capacité opérationnelle, s’appuyant sur des moyens civils et militaires susceptibles d'être déployés en dehors de l’Union afin d’assurer le maintien de la paix, la prévention des conflits et le renforcement de la sécurité internationale, conformément aux principes de la charte des Nations unies. La PSDC vise à renforcer le rôle de l'UE en matière de gestion internationale des crises, de manière complémentaire et coordonnée avec l'OTAN.
Le traité de Lisbonne signé le 13 décembre 2007 instaure la PSDC qui prend la suite de la politique européenne de sécurité et de défense (PESD) mise en œuvre depuis le début des années 2000 sur la base du traité de Nice. Le nouveau traité trace le cadre des missions civiles et des opérations militaires de l'UE à l’étranger, et prévoit aussi la définition progressive d’une politique de défense commune de l’Union. Les décisions relatives à la PSDC sont adoptées par le Conseil européen et le Conseil de l'Union européenne à l'unanimité, sauf exceptions. Le haut représentant de l'Union pour les affaires étrangères et la politique de sécurité est chargé de proposer et de mettre en œuvre les décisions concernant la PSDC. Il a autorité sur les structures chargées des relations extérieures de l’Union, principalement le Service européen pour l'action extérieure.
Pour l'exécution opérationnelle des missions décidées dans le cadre de la PSDC, les capacités civiles et militaires requises sont mises à disposition par les États membres de l’UE. Chaque État membre demeure souverain pour définir et mettre en œuvre sa politique de sécurité et de défense nationale, dans le respect de ses accords internationaux.

## Genèse
L'idée d'une défense européenne commune remonte aux années qui suivent la fin de la Seconde Guerre mondiale. Elle prend la forme en 1948 du traité de Bruxelles entre la France, le Royaume-Uni et les pays du Benelux, à l'origine de l'Union de l'Europe occidentale (UEO). Durant la guerre froide, la sécurité collective de l'Europe s'organise autour de l'Alliance atlantique et de son organisation militaire intégrée, l'OTAN. L'échec de la Communauté européenne de défense (CED) en 1954 marque durablement l'abandon de l'idée de constituer une armée européenne.
La fin de la guerre froide et les conflits en ex-Yougoslavie conduisent les dirigeants européens à faire de la politique étrangère et de sécurité commune (PESC) l'un des trois piliers du traité de Maastricht de 1992, constitutif de l'Union européenne. L'UEO est le bras armé de la PESC, mais l'OTAN demeure le principal instrument de défense collective des Européens. Depuis, l'Union européenne renforce à chaque étape de son développement le cadre institutionnel lui permettant de mettre en œuvre des capacités de gestion de crise autonomes et de favoriser des coopérations approfondies entre plusieurs pays, par exemple en matière d'industrie de défense. Le traité de Nice (2001) transfère vers l'UE les rôles et moyens de l'UEO, finalement dissoute en 2011. La PSDC, introduite par le traité de Lisbonne (2007), prévoit la possibilité de définir une politique de défense commune de l'UE sans pour autant être la résurgence de l'idée de constituer une armée européenne et tout en continuant de reconnaître l'importance de l'OTAN dans la défense collective des membres de l'UE.
Tous les États membres de l'Union européenne participent à la PSDC, sauf le Danemark qui a explicitement exprimé sa non-adhésion à la PESD (opt out) lors du sommet d’Édimbourg, en décembre 1992. Le 2 juin 2022, le pays valide par référendum la fin de cet opt out et demande à intégrer la PSDC. Par ailleurs, des États tiers non-membres peuvent participer aux opérations sans avoir toutefois de prérogatives politiques ou stratégiques.

## Historique

### La politique de l'UE en matière de sécurité et de défense
La politique de l'Union européenne en matière de sécurité et de défense se construit en plusieurs étapes depuis sa naissance en 1992 par le traité de Maastricht.
| Étapes de la politique de l'UE en matière de sécurité et de défense | Étapes de la politique de l'UE en matière de sécurité et de défense | Étapes de la politique de l'UE en matière de sécurité et de défense | Étapes de la politique de l'UE en matière de sécurité et de défense                                    | Étapes de la politique de l'UE en matière de sécurité et de défense                  | Étapes de la politique de l'UE en matière de sécurité et de défense        |
|                                                                     | Politique étrangère et de sécurité commune (PESC)                   | Politique étrangère et de sécurité commune (PESC)                   | PESC, complétée par la Politique européenne de sécurité et de défense (PESD)                           | PESC, complétée par la Politique de sécurité et de défense commune (PSDC)            | PESC, complétée par la Politique de sécurité et de défense commune (PSDC)  |
| ------------------------------------------------------------------- | ------------------------------------------------------------------- | ------------------------------------------------------------------- | --- | ------------------------------------------------------------------------------------ | -------------------------------------------------------------------------- |
| Traité sur l'Union européenne                                       | Maastricht (1992)                                                   | Amsterdam (1997)                                                    | Nice (2001)                                                                                            | Lisbonne (2007)                                                                      | Lisbonne (2007)                                                            |
| Périmètre                                                           |                                                                     | Missions de Petersberg                                              | Missions de Petersberg                                                                                 | Missions de Petersberg enrichies                                                     | Missions de Petersberg enrichies                                           |
| Stratégie de sécurité et défense de l'UE                            |                                                                     |                                                                     | Stratégie de 2003                                                                                      | Révision en 2008 de la stratégie de 2003 et Stratégie de 2016                        | Révision en 2008 de la stratégie de 2003 et Stratégie de 2016              |
| Conseil européen                                                    | Définit les orientations de la PESC                                 | Définit les orientations de la PESC                                 | Définit les orientations de la PESC                                                                    | Définit les orientations de la PESC                                                  | Définit les orientations de la PESC                                        |
| Conseil de l'UE                                                     | Décide des actions communes                                         | Décide des actions communes                                         | Décide des actions communes                                                                            | Décide des actions communes                                                          | Décide des actions communes                                                |
| Haut représentant                                                   |                                                                     | Secrétaire général / haut représentant de la PESC                   | Secrétaire général / haut représentant de la PESC                                                      | Haut représentant / vice-président de la Commission européenne (HR/VP)               | Haut représentant / vice-président de la Commission européenne (HR/VP)     |
| Autres organes majeurs                                              |                                                                     |                                                                     | Comité politique et de sécurité (COPS) Comité militaire de l'Union (CMUE) État-major de l'Union (EMUE) | Autorité du HR/VP sur l'ensemble des structures de gestion (SEAE, Agences)           | Autorité du HR/VP sur l'ensemble des structures de gestion (SEAE, Agences) |
| Union de l'Europe occidentale (UEO)                                 | Composante de défense de l'UE assurée par l'UEO                     | Composante de défense de l'UE assurée par l'UEO                     | Transfert vers l'UE de la plupart des rôles et moyens de l'UEO en matière de défense                   | Transfert vers l'UE de la plupart des rôles et moyens de l'UEO en matière de défense | Dissolution de l'UEO (2011)                                                |

#### Traités de Maastricht de 1992 et d'Amsterdam de 1997: fondation de la PESC
Dans la première moitié des années 1980, les gouvernants européens s'aperçoivent que si l'Europe est un succès sur le plan économique, il lui manque une dimension politique. L'idée vient alors de mettre en commun deux compétences au centre de la souveraineté des États membres, la politique étrangère et de sécurité d'une part et la justice et les affaires intérieures d'autre part, connues respectivement sous le nom de deuxième et troisième piliers lors des négociations de Maastricht. Le Titre V du traité sur l'Union européenne adopté en 1992 contient les dispositions établissant une politique étrangère et de sécurité commune. Le Titre V pose dans son premier article qu'« il est institué une politique étrangère et de sécurité commune ».

« La politique étrangère et de sécurité commune inclut l'ensemble des questions relatives à la sécurité de l'Union européenne, y compris la définition à terme d'une politique de défense commune, qui pourrait conduire, le moment venu, à une défense commune. »

— TUE Titre V Article J.4.1
Pour cette première étape de mise en place d'une politique européenne en matière de sécurité, le choix fait à Maastricht en décembre 1991 est de « développer l'UEO en tant que composante de défense de l'Union européenne et comme moyen de renforcer le pilier européen de l'Alliance atlantique ». Réunis à Petersberg en juin 1992, les États membres déclarent « qu'ils sont prêts à mettre à la disposition de l'UEO des unités militaires provenant de tout l'éventail de leurs forces conventionnelles en vue de missions militaires qui seraient menées sous l'autorité de l'UEO » et en définissent précisément le champ d'action possible et donc les limites : « Outre une contribution à la défense commune dans le cadre de l'application de l'Article 5 du Traité de Washington et de l'Article V du Traité de Bruxelles modifié, les unités militaires des États membres de l'UEO (...) pourraient être utilisées pour des missions humanitaires ou d'évacuation de ressortissants, des missions de maintien de la paix, des missions de forces de combat pour la gestion des crises, y compris des opérations de rétablissement de la paix. »
Ces accords pris par les membres de l'UE et de l'UEO constituent la réponse des Européens aux conflits qui éclatent dans l'ex-Yougoslavie et au besoin de faire évoluer le système de sécurité en Europe à la suite de la disparition du bloc soviétique.
Première révision mineure du TUE, le traité d'Amsterdam de 1997 inclut la réécriture de l'article 1, alinéa 10 du Titre V pour renforcer le volet sécurité et défense de la PESC : il inclut les « missions de Petersberg » dans le traité, prévoit l'intégration éventuelle de l'UEO dans l'Union, et crée la fonction de haut représentant pour la PESC,. Le traité prévoit aussi la possibilité de l'« abstention constructive » : les dispositions relevant de la PESC sont prises par le Conseil statuant à l'unanimité mais l'abstention d'un ou plusieurs de ses membres, dans la limite d'un tiers des voix pondérées, n'empêche pas l'adoption des décisions ; ces membres ne sont pas tenus d'appliquer la décision, mais ils acceptent que la décision engage l'Union.

#### Traité de Nice de 2000: instauration de la PESD

##### Accord sur la politique européenne de sécurité et de défense
Les crises des années 1990 montrent que les États membres de l'Union européenne ne peuvent plus mener individuellement de politique crédible en la matière. Les organisations internationales fondées pendant ou à l'issue de la Seconde Guerre mondiale, l'ONU, l'OTAN ou l'UEO, qui sont trop soumises à la bonne volonté des grandes puissances ou trop militaires, sont insuffisantes pour faire face aux nouveaux défis. Ces constatations amènent les Européens à penser et à créer un nouvel instrument, la PESD, dont l'objectif premier est la gestion globale des crises hors du territoire de l'UE.
Dès 1992, le traité de Maastricht a inclus l'objectif que soit à terme définie une politique de défense commune. Mais, l'opposition britannique, qui y voit une concurrence directe avec l'OTAN, empêche sa mise en œuvre comme le rappelle Tony Blair, Premier ministre, lors du Conseil informel de Portschäch des 24 et 25 octobre 1998. Le sommet franco-britannique du 4 décembre 1998 à Saint-Malo marque le véritable point de départ de l'Europe de la défense, les Britanniques acceptant finalement de voir l'Union européenne se doter « d'une capacité autonome d'action, appuyée sur des forces militaires crédibles, afin de répondre aux crises internationales ». Les Britanniques reconnaissent à l'UE une légitimité pour traiter des questions de défense.
L'Union européenne initie alors en juin 1999, au Conseil européen de Cologne, une « Politique européenne de sécurité et de défense » (PESD) qui vise à lui donner les moyens de jouer pleinement son rôle sur la scène internationale, en conformité avec les principes de la Charte des Nations unies, et d'assumer ses responsabilités face aux crises en développant la gamme des instruments déjà disponibles et en y ajoutant une capacité militaire en vue de réaliser l'ensemble des missions de prévention de conflits et de gestion de crises telles que définies par la déclaration de Petersberg. Cette politique est précisée par le Conseil européen d'Helsinki des 10 et 11 décembre 1999 qui décrit les caractéristiques de la gestion non-militaire des crises par l'Union européenne et fixe les spécifications de l'outil militaire. L'un des moyens identifiés consiste en la création d'une force de réaction rapide forte de plus de 60 000 hommes qui donnerait à l'Union européenne une capacité militaire opérationnelle. Le 20 juin 2000, au Conseil européen de Feira, un ensemble de propositions relatives aux aspects militaires et civils de gestion des crises sont adoptées.
Lors du Conseil européen de Nice du 7 décembre 2000, les chefs d’État et de gouvernement adoptent le Rapport de la présidence française sur la politique européenne de sécurité et de défense, qui prévoit notamment le développement des capacités militaires de l'Union (création de la force de réaction rapide européenne), la création de structures politiques et militaires permanentes (Comité politique et de sécurité, Comité militaire et État-major de l'Union européenne) et l'incorporation dans l'Union des fonctions de gestion de crise de l'UEO. Le traité de Nice entérine ces orientations dans une nouvelle rédaction profondément modifiée du Titre V du TUE.

##### Mise en application de l'accord de Nice
L'accord conclu à Nice est le point de départ de la mise en œuvre effective de la nouvelle PESD, dont les jalons sont régulièrement à l'ordre du jour des Conseils européens des années suivantes.
En novembre 2001, une Conférence sur le renforcement des capacités militaires et de police est organisée. Cette conférence dresse un bilan des engagements de capacités pris par les différents pays contributeurs et valide un plan d'action afin de combler les écarts avec les objectifs définis à Helsinki. Sur ces bases, la PESD est déclarée opérationnelle lors du Conseil européen de Laeken du 15 décembre 2001.
Les coopérations avec les partenaires clefs se mettent en place : le partenariat stratégique entre l'UE et l'OTAN est formalisé sur le plan politique le 16 décembre 2002 par la déclaration OTAN - Union européenne, par laquelle « l'OTAN apporte son soutien à la PESD », puis, le 24 septembre 2003, une déclaration UE-ONU est publiée sur la coopération en matière de gestion de crise.
La mise en place des structures de gestion de la PESD s'opère comme prévu : le 1er janvier 2002, le Centre satellitaire de l'Union européenne et l'Institut d'études de sécurité de l'Union européenne, jusque-là dépendants de l'UEO, deviennent des Agences de l'Union européenne.
Un sondage effectué en 2003 montre que la PESC bénéficie d'une image très positive dans l'opinion publique de l'UE.
Malgré les divisions européennes sur la guerre en Irak et la focalisation des énergies sur l'élaboration d'une constitution européenne, les années 2003 à 2007 voient se développer l'idée d'une politique de défense commune et se mettre en place de nouveaux moyens. Le Conseil européen de Thessalonique en juin 2003 décide la création de l'Agence européenne de défense. Lors du Conseil européen des 12 et 13 décembre 2003 à Bruxelles, les États membres adoptent la stratégie européenne de sécurité présentée par Javier Solana,. Le 27 juin 2005, le collège européen de sécurité et de défense (CESD) est créé. Les groupements tactiques de l'Union européenne capables d'intervenir dans des délais très courts sont déclarés opérationnels le 1er janvier 2007.

##### Opérations menées par l'UE au titre de la PESD
Entre 2003 et 2009 où la PSDC prend le relai de la PESD, l'Union lance au total une vingtaine d'opérations, civiles ou militaires, avec ses moyens propres ou en collaboration avec l'OTAN. Les Balkans constituent la zone géographique où l'UE est la plus présente initialement, mais ses missions vont rapidement s'étendre à d'autres parties du monde.
Lancée en janvier 2003, la mission de police de l'Union européenne en Bosnie-Herzégovine, est la première opération civile de gestion de crise menée par l'UE dans le cadre de la PESD. En décembre 2003, la deuxième mission de police dans les Balkans au titre de la PESD, EUPOL Proxima, est lancée en Macédoine.
En mars 2003, EUFOR Concordia est la première opération militaire de l'UE, menée dans un objectif de stabilisation de la Macédoine. Elle prend la relève de l'opération Allied Harmony de l'OTAN et s'effectue sur la base de l'accord Berlin Plus conclu peu auparavant avec l'OTAN. Lancée en décembre 2004, la mission militaire EUFOR Althea en Bosnie et Herzégovine est la deuxième mission militaire de l’UE dans les Balkans. Elle prend la suite de la SFOR de l'OTAN, et s'inscrit elle aussi dans le cadre des accords Berlin Plus.
En juin 2003, la première opération militaire de l'Union européenne hors du cadre Berlin Plus, l'opération Artémis, commence en République démocratique du Congo.

#### Traité de Lisbonne: la PSDC succède à la PESD

##### Accord sur la politique de sécurité et de défense commune
Durant les années 2000, l'UE mène de front la recherche d'une plus grande efficacité dans la mise en œuvre de la PESD et une vaste réflexion sur son avenir : dans le cadre de la Convention sur l'avenir de l'Europe, les groupes de travail « Politique extérieure de l'Union » et « Politique de défense » proposent de nouvelles avancées qui sont inscrites dans le projet de Constitution européenne qui n'est finalement pas ratifiée à la suite du vote négatif de la France et des Pays-Bas au référendum de ratification. Cependant, la quasi-totalité de son contenu est repris dans le texte du traité modificatif sur l'UE, dit traité de Lisbonne, que les Vingt-Sept approuvent lors du Conseil européen réuni à Lisbonne les 18 et 19 octobre 2007 et signent le 13 décembre 2007, parfois moyennant des changements de vocabulaire : ainsi, le titre de ministre des Affaires étrangères est remplacé par celui de haut représentant.
Entré en vigueur le 1er décembre 2009, le traité de Lisbonne constitue une révision majeure du TUE, qui renforce considérablement la forme et le contenu de la politique européenne de sécurité et de défense (PESD). Le titre V, intitulé « Dispositions générales relatives à l’action extérieure de l’Union et dispositions spécifiques concernant la politique étrangère et de sécurité commune » représente à peu près la moitié du traité en longueur. Il précise en effet en détail :
- les dispositions générales relatives à l'action extérieure de l'Union, qui donnent au Conseil européen la définition des intérêts et objectifs stratégiques de l'Union (Articles 21 et 22 de la version consolidée du TUE) ;
- les dispositions spécifiques concernant la politique étrangère et de sécurité commune (PESC) : principes, rôle et coordination des institutions, coordination entre les États sur la scène mondiale, coopération structurée permanente, définition progressive d'une politique de défense commune (articles 23 à 41) ;
- les dispositions concernant la politique de sécurité et de défense commune (PSDC) en remplacement de la PESD : principes et objectifs, rôles respectifs des institutions de l'UE, rôle de l'Agence européenne de défense (Articles 42 à 46 du TUE). Ces dispositions constituent une section entièrement nouvelle du TUE.

Les États signataires du traité s’engagent à améliorer progressivement leurs capacités militaires. Les États devront mettre à disposition de l’UE les capacités civiles et militaires nécessaires à l’accomplissement des objectifs fixés par l’UE, qui pourra ainsi, par exemple, engager des forces armées dans un pays pour lutter contre une opposition armée qualifiée de « terroriste ». Le poste de haut représentant pour la politique étrangère et de sécurité commune est renforcé. Le traité légitime l'Agence européenne de défense « dans le domaine du développement des capacités de défense, de la recherche, des acquisitions et de l’armement », créée en 2004 par une simple décision du Conseil.

### Renforcement de la PSDC (depuis 2016)
En 2015, les États membres de l'UE consacrent 203 milliards € à leur défense, ce qui les placent au deuxième rang mondial derrière les États-Unis. Pour importants qu'ils soient, ces budgets ne reflètent pas le niveau d'efficacité combiné des forces armées des États de l'Union en raison notamment « de la fragmentation du marché de la défense européen, des doubles emplois coûteux sur le plan des capacités militaires, de l'insuffisance de la collaboration industrielle et d'un manque d'interopérabilité ».
Ce constat ainsi que l'aggravation des tensions géopolitiques en Europe et dans le monde conduisent les États membres de l'UE à donner un nouvel élan depuis 2016 aux questions de sécurité et de défense. Le cadre en est fourni par la stratégie globale de l'Union de mi-2016 qui donne leur cohérence d'ensemble aux différentes initiatives qui sont prises depuis lors. Pour une part, ces initiatives s'inscrivent aussi dans le cadre de la coopération entre l'UE et l'OTAN également relancée en 2016.

#### Principales initiatives prises depuis 2016
Depuis 2016, la PSDC est relancée selon trois axes d'approfondissement, capacitaire, opérationnel et industriel,.

##### Axe capacitaire
L'objectif en la matière est d'agir dans les étapes amont des processus d'acquisition de capacités par les États membres. À cet effet, « l'examen annuel coordonné en matière de défense » (EACD) a pour objet depuis 2017 d'obtenir « un meilleur aperçu, au niveau de l'UE, des dépenses, des investissements nationaux et des efforts de recherche dans le secteur de la défense ».
Afin d'en concrétiser les résultats de l'EACD, il est nécessaire que davantage de projets soient menés en commun par plusieurs États membres : dans ce but, la « coopération structurée permanente » (CSP), prévue par le traité de Lisbonne, est finalement activée fin 2017. Au titre de la CSP, les États membres participants sont convenus d'une liste initiale de 17 projets, qui portent sur des domaines tels que la formation, le développement des capacités ou encore l'état de préparation opérationnelle en matière de défense.

##### Axe opérationnel
Afin de renforcer la capacité opérationnelle de l'UE à réagir plus efficacement dans la planification et la conduite de missions militaires, l'UE met en place en 2017 une « capacité militaire de planification et de conduite » (MPCC) au sein de l'État-major de l'UE.
Une deuxième décision est prise en 2017 par laquelle le déploiement des groupements tactiques sera dorénavant financé en tant que coût commun au niveau de l'UE dans le cadre du mécanisme Athena. Créés en 2005, ces groupements tactiques n'ont encore jamais été déployés en raison d'obstacles politiques, techniques et financiers.
Enfin, neuf États membres signent en juin 2018 une lettre d'intention relative à l'« Initiative européenne d'intervention » (IEI) qui consiste à créer au sein d’un groupe d’États européens les conditions préalables à la conduite d’engagements opérationnels conjoints dans divers scénarios d’intervention militaire prédéfinis. L'IEI, qui ne s'inscrit pas dans le cadre institutionnel de la PSDC, complète sur le plan opérationnel la CSP tournée vers le domaine capacitaire,.

##### Axe financier et industriel
Le Plan d'action européen de la défense présenté fin 2016 par la Commission vise à renforcer la base industrielle et technologique de défense européenne (BITDE) par l'intensification des efforts de recherche dans les technologies de défense et l'amélioration de la coopération entre les industriels afin de réduire les coûts de développement, d'acquisition et de maintenance des capacités militaires. La mesure phare de ce plan est la création d'un « Fonds européen de la défense » qui comporte un volet « recherche » et un volet « développement et acquisition ». Le premier concerne le financement par le budget de l'UE, à hauteur de 90 millions € jusqu'à la fin de 2019, de projets de recherche collaborative dans des technologies et des produits innovants en matière de défense. Le second volet concerne le co-financement de projets de développement et d'acquisition conjoints d'équipements et de technologies de défense pour un total de 500 millions d'euros pour 2019 et 2020 au titre d'un « Programme européen de développement industriel de défense » (EDIDP). Adopté en juillet 2018 par le Parlement européen, l'EDIDP co-financera des projets mis en œuvre par des consortiums d'au moins trois entreprises publiques ou privées établies dans au moins trois États membres de l'UE,,. L'EDIDP peut être considéré comme le projet pilote du Fonds européen de la défense pour lequel la Commission propose de consacrer entre 2021 et 2027 un budget de 4,1 milliards € pour la recherche et 8,9 milliards € pour le développement dans le domaine de la défense.

#### Chronologie détaillée des progrès de la PSDC depuis 2016
Les questions de sécurité et de défense sont depuis 2016 fréquemment à l'agenda des réunions des institutions européennes et sont aussi l'objet de nombreuses réunions avec l'OTAN,,.

##### Année 2016
L'année 2016, marquée par le Brexit voit aussi aboutir les réflexions sur la stratégie globale de l'Union, qui est présentée au Conseil européen de juin 2016 et dont le plan de mise en œuvre est validé par le Conseil européen de décembre 2016. L'optique demeure que l'UE puisse intervenir efficacement dans toutes les phases du cycle complet d'une situation de crise et contribuer ainsi durablement à la stabilité des pays concernés. Le Conseil européen de décembre 2016 adopte un « train de mesures en matière de sécurité et de défense »,, qui comporte trois volets :
- Le plan de mise en œuvre de la stratégie globale, qui prévoit de réévaluer les priorités et les niveaux de capacités d'interventions civiles et militaires[41].
- Le Plan d'action européen de la défense présenté par la Commission européenne relatif au renforcement de l'industrie de défense européenne et de la coopération entre États européens[42],[43].
- Les propositions d'action validées début décembre[44], faisant suite à la déclaration commune UE-OTAN publiée à l'issue du sommet de l'OTAN à Varsovie en juillet 2016[45].

##### Année 2017
Au cours du premier semestre 2017, le Conseil européen et le Conseil de l'UE se font présenter régulièrement un rapport d'avancement sur ce train de mesures et adoptent concrètement plusieurs mesures :
- Conseil de l'UE du 8 juin : décision portant création de la capacité militaire de planification et de conduite (MPCC) au sein de l'État-major de l'UE (EMUE)[46].
- Conseil européen des 22 et 23 juin : prise en charge du coût du déploiement des groupements tactiques par le mécanisme financier Athena de l'UE, confirmation du lancement du Fonds européen de la défense sous les auspices de la Commission[47] et accord de principe sur la nécessité de lancer effectivement la coopération structurée permanente.

La coopération structurée permanente inscrite dans le TUE donne la possibilité de constituer des noyaux durs à quelques pays, sur la base d'un vote à la majorité qualifiée et non plus à l'unanimité comme c'est la règle pour les missions lancées au nom de l'UE dans son ensemble ; le recours à cet instrument jusqu'alors jamais utilisé est l'une des douze actions identifiées dans le plan de mise en œuvre.
Le 13 novembre 2017, en marge d'une réunion du Conseil des affaires étrangères de l'UE, les ministres de 23 États membres signent une notification conjointe sur la coopération structurée permanente (CSP) et la remettent à la Haute représentante et au Conseil,. Le 11 décembre 2017, le Conseil de l'UE en formation des ministres des Affaires étrangères adopte une décision établissant la coopération structurée permanente entre 25 États membres (CSP).
En septembre 2017, dans le cadre de son « initiative pour l'Europe », Emmanuel Macron propose en matière de défense que l'Europe se dote d’une force commune d'intervention, d'un budget de défense commun et d'une doctrine commune pour agir,. Ces propositions ambitieuses trouvent leur première concrétisation avec la signature le 25 juin 2018 d'une lettre d'intention lançant l'« initiative européenne d'intervention » (IEI) par neuf États membres. Les signataires en sont l'Allemagne, la Belgique, le Danemark, l'Espagne, l'Estonie, la France, les Pays-Bas, le Portugal et le Royaume-Uni. L'IEI ne s'inscrit pas dans le cadre institutionnel de la PSDC, mais Paris a donné des assurances quant à une coordination très étroite entre l'IEI et la PSDC, et plus particulièrement avec la CSP,.

##### Année 2018
L'Assemblée nationale adopte le 7 avril 2018 une résolution européenne relative à l'Europe de la défense et son articulation avec l'OTAN qui soutient les initiatives en cours et appelle le Parlement européen et le Conseil de l'UE à adopter rapidement le « Programme européen de développement industriel dans le domaine de la défense » (EDIDP) proposé par la Commission en décembre 2016 dans son Plan d'action européen de la défense. Le Parlement européen adopte le 3 juillet 2018 la mise en place de ce programme, doté d'un budget de 500 millions d'euros pour 2019-2020. L'EDIDP co-financera des projets mis en œuvre par des consortiums d'au moins trois entreprises publiques ou privées établies dans au moins trois États membres de l'UE.
Le Conseil des affaires étrangères de l'UE adopte le 25 juin 2018 les règles de gouvernance pour les projets lancés dans le cadre de la Coopération structurée permanente et approuve le « Catalogue de progrès 2018 » ainsi que la première partie générale des besoins militaires pour la mobilité militaire à l'intérieur et à l'extérieur de l'UE,,.
La réunion conjointe des ministres des Affaires étrangères et de la Défense lors du Conseil de l’UE du 18 novembre 2018 se conclut par des décisions concernant le renforcement du mini-QG militaire de l'UE (MPCC) et des missions civiles de la PSDC, la mise en place du Fonds européen de défense et la Coopération structurée permanente dont le champ d'activité est élargi à une seconde vague de 17 projets,,.
Le plus récent cycle de planification (PDC, acronyme anglais CDP) aboutit en 2018 à la définition de onze priorités d'action qui tiennent compte des lacunes capacitaires militaires de la PSDC, des tendances à long terme sur le plan technologique, des plans de défense des États membres et des enseignements tirés des missions et opérations de la PSDC,,,.

##### Année 2019
Le troisième rapport sur l'état d’avancement de la mise en œuvre de la stratégie globale de l'Union européenne, intitulé « La stratégie globale de l'UE en pratique - Bilan des trois années écoulées et perspectives pour l’avenir » est examiné par les ministres des Affaires étrangères et de la Défense lors du Conseil des affaires étrangères du 17 juin 2019,.

#### Feuille de route de la Commission von der Leyen dans le domaine de la PSDC
L'objectif général fixé à la nouvelle Commission définie comme voulant être une « commission géopolitique » est celui d'une « Europe plus stratégique, plus affirmée et plus unie dans le monde ». Dans ce cadre, la feuille de route adressée au HR/VP Josep Borrell, comporte six axes de progrès : l'Union européenne doit être plus stratégique, plus affirmée et plus unie dans son approche des relations extérieures ; pour être un leader mondial, l’Union doit prendre des décisions plus rapidement et plus efficacement ; l'Union doit aussi mieux relier les aspects internes et externes de ses politiques ; l'action extérieure doit faire systématiquement partie du processus décisionnel de la Commission ; l'Union doit prendre de nouvelles mesures audacieuses au cours des cinq prochaines années pour créer une véritable Union européenne de la défense ; les instruments financiers externes de l'Union doivent être utilisés de manière stratégique, contribuer à la réalisation de ses objectifs politiques plus larges et renforcer le leadership et l’influence de l’Europe dans le monde.

#### Année 2020
En juin 2020, le Service européen pour l'action extérieure (SEAE) reçoit la tâche de préparer une boussole stratégique par le Conseil des affaires étrangères.
En novembre 2020, la première « analyse des menaces » de l'Union a été menée. Il s'agit d'un document de renseignement présenté aux États membres par le Centre de situation et du renseignement de l’Union européenne[réf. nécessaire].

## Objectifs et caractéristiques

### Bases juridiques et moyens de la PSDC

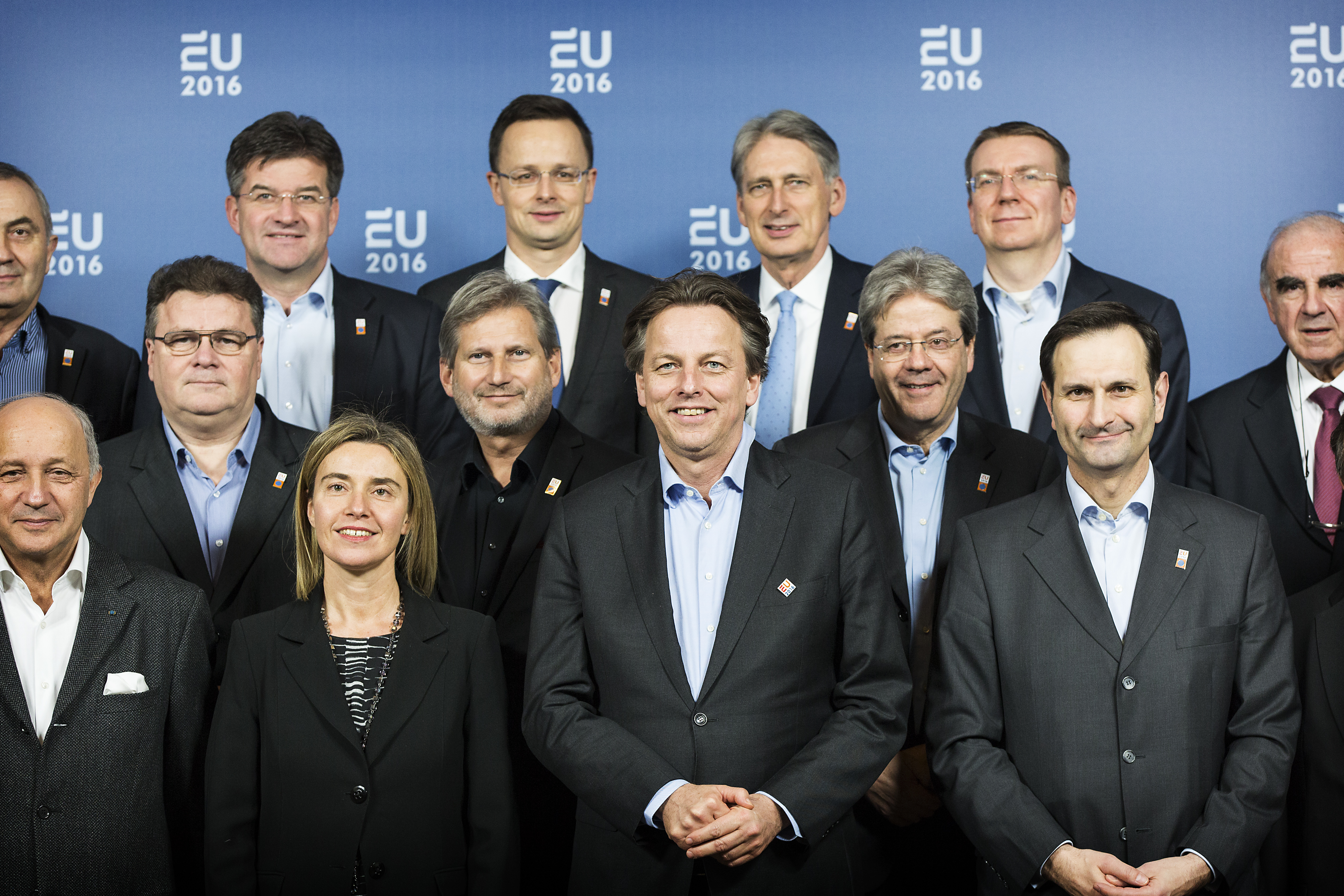
Ministres des Affaires étrangères des États de l'Union avec la Haute représentante Frederica Mogherini réunis à Amsterdam en 2016, durant la présidence néerlandaise du Conseil de l'UE.

Instaurée par le traité de Lisbonne signé le 13 décembre 2007 et entré en vigueur le 1er décembre 2009, la PSDC donne un rôle important à l'Union européenne en matière de renforcement de la sécurité internationale et de défense de ses intérêts stratégiques. La PSDC vise à appréhender globalement les questions de sécurité, en amont, pendant et en aval des situations de crise, en combinant des moyens civils et militaires dans la durée, jusqu'au rétablissement d'un état de droit fonctionnant normalement,,.
Les dispositions concernant la politique de sécurité et de défense commune (PSDC) figurent dans le titre V du traité sur l'Union européenne (TUE), dont le chapitre 1 définit les dispositions générales relatives à l’action extérieure de l’Union et le chapitre 2 couvre les dispositions spécifiques concernant la politique étrangère et de sécurité commune (PESC).
La PSDC « fait partie intégrante de la politique étrangère et de sécurité commune ». Elle est donc à ce titre au service des politiques communes et des actions de l'UE sur la scène internationale, dont les principes et les objectifs sont définis à l'article 21 du TUE. Les bases juridiques propres à la PSDC sont définies par les articles 42 à 46, le protocole No 10 du TUE, et par certaines dispositions communes à la PESC et à la PSDC figurant dans les articles 23 à 41.
Des décisions prises par le Conseil européen, notamment entre 2016 et 2018, complètent les dispositions d'origine du TUE par la mise en place de moyens d'action et de financement complémentaires.

#### Objet de la PSDC
L'objet de la PSDC est double. Elle a d'abord pour raison d'être d'assurer à « l’Union une capacité opérationnelle s’appuyant sur des moyens civils et militaires » pour effectuer « des missions en dehors de l'Union, afin d’assurer le maintien de la paix, la prévention des conflits et le renforcement de la sécurité internationale conformément aux principes de la charte des Nations unies », selon les termes de l'article 42.1. En second lieu, elle est le cadre de l'ambition affichée de parvenir à « la définition progressive d’une politique de défense commune de l’Union », selon les termes de l'article 42.2.

#### Processus de décision intergouvernemental
La PESC, et donc aussi la PSDC, sont définies et mises en œuvre par le Conseil européen et le Conseil de l'UE qui statuent à l’unanimité, selon les termes de l'article 24. L’adoption d’actes législatifs est exclue. La PSDC n’affecte pas le caractère spécifique de la politique de sécurité et de défense de ses États membres, et relève ainsi du domaine de décision intergouvernemental, et non de la méthode communautaire. La dimension intergouvernementale est soulignée par le rôle prééminent du Conseil européen, qui « identifie les intérêts stratégiques de l’Union, fixe les objectifs et définit les orientations générales de la politique étrangère et de sécurité commune, y compris pour les questions ayant des implications en matière de défense ». Le Conseil de l'UE en formation Affaires étrangères « élabore la politique étrangère et de sécurité commune et prend les décisions nécessaires à sa définition et à sa mise en oeuvre, sur la base des orientations générales et des lignes stratégiques définies par le Conseil européen ».

#### Stratégie de référence pour la mise en œuvre de la PSDC
En 2003 pour la première fois, l'Union avait formalisé dans le document « Une Europe sûre dans un monde meilleur » validé par le Conseil européen une stratégie européenne de sécurité,. Une première actualisation à la marge est approuvée par le Conseil européen des 11 et 12 décembre 2008.
Constatant en 2015 que l'environnement stratégique de l'UE a radicalement changé, le Conseil européen charge la haute représentante de l'Union d'élaborer une stratégie globale pour la politique étrangère et de sécurité de l'Union européenne. Présentée au Conseil européen en juin 2016, elle donne une place importante aux enjeux de sécurité et de défense de l'UE, et constitue depuis lors la stratégie de référence pour la mise en œuvre de la PSDC. La nouvelle stratégie globale prend acte d'un contexte international instable, affirme la nécessité pour l'UE d'être davantage crédible et efficace et de renforcer ses capacités d'action soit dans un cadre plus large (ONU, OTAN), soit de manière autonome et définit à ces fins une série d'objectifs concrets,,,. Le Conseil des affaires étrangères de l'UE adopte le 14 novembre 2016 un « plan de mise en œuvre portant sur la sécurité et la défense » basé sur la stratégie globale de l'UE,. Sans qu'il s'agisse d'une approbation explicite en bonne et due forme de cette stratégie, le conseil européen du 15 décembre 2016 approuve les conclusions du Conseil de l'UE du 14 novembre 2016 sur sa mise en œuvre. Ces documents de stratégie sont à l'UE ce que sont pour l'OTAN les concepts stratégiques, dont l'existence remonte aux débuts de l'Alliance atlantique et dont l'actualisation la plus récente date du sommet de l'OTAN à Lisbonne en 2010.
En juin 2020, le Service européen pour l'action extérieure (SEAE) reçoit la tâche de préparer une boussole stratégique par le Conseil des affaires étrangères. En novembre 2020, dans le cadre de l'élaboration de la boussole, l'Union a mené sa première « analyse des menaces » : un document de renseignement présenté aux États membres par le Centre de situation et du renseignement de l’Union européenne. La Boussole stratégique a été adoptée par le Conseil européen le 25 mars 2022.

#### Moyens renforcés
Le traité de Lisbonne dote la PSDC de moyens permanents importants pour lui permettre de gérer les situations de crise et d'orchestrer l'accroissement et la convergence progressive des capacités opérationnelles et industrielles des États membres de l'Union. Le traité renforce le rôle du haut représentant de l'Union pour les affaires étrangères et la politique de sécurité et crée, sous son autorité, le Service européen pour l'action extérieure (SEAE). Le haut représentant préside le Conseil des Affaires étrangères, et a autorité sur le SEAE ainsi que sur les agences de défense de l'Union.
L'article 45 élargit le rôle de l'Agence européenne de défense (AED) créée en 2004, et l'article 46 instaure la Coopération structurée permanente (CSP),.

#### Instrument opérationnel de gestion de crise, sans capacités opérationnelles propres
La PSDC est en premier lieu un instrument de gestion de crise, permettant à l'Union de conduire en son nom avec des moyens civils et militaires des missions hors de l'Union. Le périmètre des missions couvertes par la PSDC demeure pour l'essentiel celui des missions de Petersberg, sur lesquelles le Conseil des ministres de l'UEO s'est accordé en 1992 : missions humanitaires ou d'évacuation de ressortissants, missions de maintien de la paix, et missions de forces de combat pour la gestion des crises, y compris des opérations de rétablissement de la paix,.
Le traité de Lisbonne y ajoute la possibilité de mener des actions conjointes en matière de désarmement, des missions de conseil et d'assistance en matière militaire, des missions de prévention des conflits, des opérations de stabilisation à la fin des conflits. Le traité précise que toutes ces missions peuvent contribuer à lutter contre le terrorisme.
La gestion des crises s'appuie sur les structures du SEAE parmi lesquelles l'État-major militaire de l'UE (EMUE), et sur des comités au sein desquels se préparent toutes les décisions importantes, le Comité politique et de sécurité (COPS) et le Comité militaire de l'UE (CMUE). Mais l’exécution des missions civiles et des opérations militaires réalisées au titre de la PSDC repose sur les capacités fournies par les États membres. À la différence de l'Otan qui est une organisation militaire intégrée, l'Union ne prévoit pas de se doter de moyens militaires permanents sous sa bannière. Pragmatique, le TUE prévoit que « le Conseil peut confier la mise en œuvre d’une mission à un groupe d’États membres qui le souhaitent et disposent des capacités nécessaires pour une telle mission ». Si la décision de lancer une mission requiert l'unanimité de ses membres, seuls ceux qui désirent y participer s'y engagent opérationnellement, à la mesure de leurs capacités.

#### Alliance de défense, non concurrente de l'OTAN
La PSDC possède aussi les caractéristiques classiques d'une alliance de défense à travers une clause d'assistance entre les États membres de l'UE. Ainsi, l'article 42(7) du TUE stipule qu'« au cas où un État membre serait l’objet d’une agression armée sur son territoire, les autres États membres lui doivent aide et assistance par tous les moyens en leur pouvoir », dans le même esprit que les clauses figurant dans le traité de Bruxelles (1948) ou dans le traité de l'Atlantique nord.
À travers la PSDC, l'UE ne cherche pas à se substituer à l'OTAN. L'article 42 du TUE rappelle explicitement la place première que l'Alliance atlantique occupe dans la défense collective de ses membres. Pour autant, l'historique des relations entre l'UE et l'OTAN est jalonné d'ambiguïtés, voire de difficultés liées à la volonté d'avoir une plus grande liberté d'action de la part de plusieurs États membres de l'OTAN, à la neutralité de certains États de l'UE, aux différences de priorités des uns et des autres ou à celle des États-Unis d'imposer leur hégémonie, par exemple lors des conflits menés en Afghanistan ou en Irak.

#### Cadre de définition progressive d'une politique de défense commune de l'Union
La PSDC n'est pas seulement un cadre pour la conduite de missions civiles ou militaires au nom de l'Union européenne avec les moyens de ses États membres. En cohérence avec son ambition de parvenir progressivement à établir une politique de défense commune de l’Union, la PSDC inclut dans ses domaines de compétence la coordination des capacités civiles et militaires de ses membres, l'avènement de projets multilatéraux de création et de maintien en condition de capacités militaires, et le renforcement de la base industrielle et technologique du secteur de la défense.
Depuis 2016, faisant suite à la définition de la Stratégie globale de l'UE, la coopération en matière de défense progresse avec la mise en place de moyens d'action et de financement complémentaires. L'UE mène en 2016-2018 un nouveau cycle d'identification des priorités de développement de ses capacités militaires et des opportunités de coopération multilatérales. Pour ce faire, elle s'appuie sur trois processus qui, ensemble, constituent un outil complet de planification et de coordination multilatérales : ce sont le « Mécanisme de développement des capacités » (MDC, acronyme anglais CDM), le « Plan de développement des capacités » (PDC, acronyme anglais CDP) et l'« Examen annuel coordonné en matière de défense » (EACD, acronyme anglais CARD),,. Ces processus sont mis en œuvre conjointement par l'Agence européenne de défense (AED), le Comité militaire de l'UE (EUMC), et l'État-major de l'UE (EMUE), en coopération avec les États membres,.
La Coopération structurée permanente (CSP, en anglais PESCO) voit enfin le jour fin 2017 avec la participation de vingt-cinq États et le lancement de 17 projets coopératifs, auxquels 17 nouveaux projets sont ajoutés fin 2018,.
Sur le plan budgétaire, la Commission lance fin 2016 un plan d'action européen de la défense dont l'élément le plus important est la création d'un Fonds européen de la défense qui permet de financer les phases amont de projets militaires multilatéraux,.

## Structure et organes de la PSDC

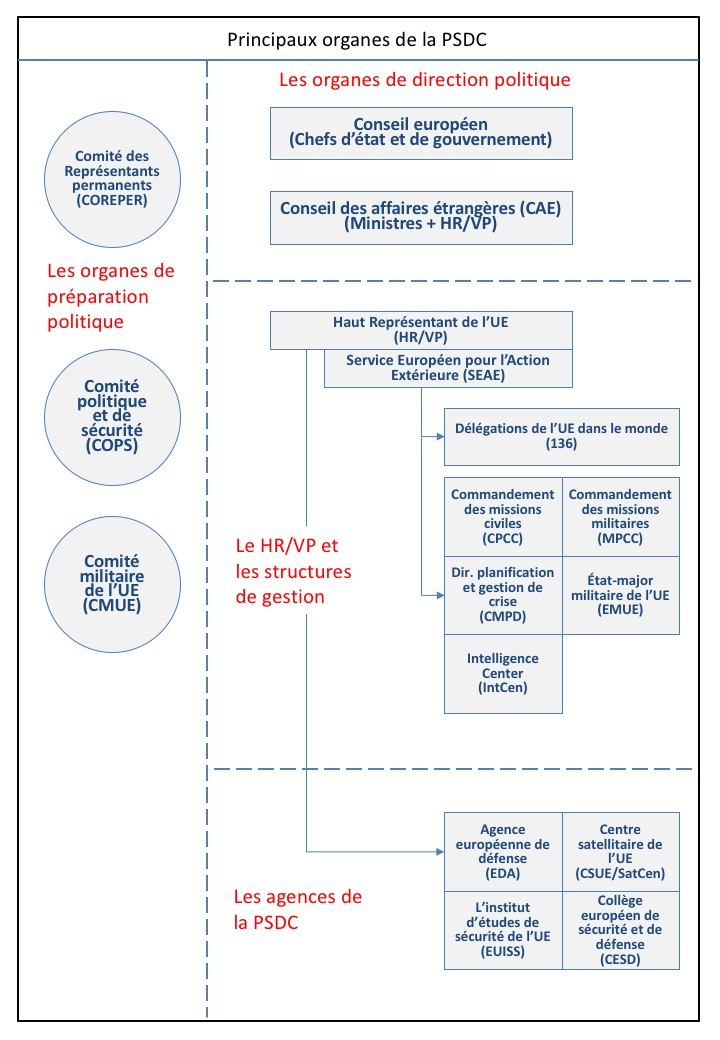
Diagramme des organes jouant un rôle dans la politique européenne de sécurité et de défense (PSDC)

La PSDC est définie et mise en œuvre selon un modèle organisationnel spécifique qui donne un poids primordial aux représentants politiques des États et octroie l'essentiel des pouvoirs exécutifs au haut représentant de l'Union pour les affaires étrangères et la politique de sécurité et aux services qui lui sont directement rattachés, plutôt qu'à la Commission européenne.
La structure de commandement et de contrôle (C2) de l'Union européenne, telle qu'elle est dirigée par des organes politiques composés de représentants des États membres et nécessitant généralement des décisions unanimes, depuis avril 2019 :
Liaison :  Conseils et des recommandations  Soutien et suivi  Travaux préparatoires 
| Niveau politique stratégique :         |                |                |                |                |                |  |  |                         |                         |                         |                         |                         |                         |  |  |                                                              |                                                              |                                                              |                                                              |                                                              |                                                              |  |  |                                          |                                          |                                          |                                          |                                          |                                          |                        |                        |                        |                        |
| EU ISS (IESUE)                         | EU ISS (IESUE) | EU ISS (IESUE) | EU ISS (IESUE) | EU ISS (IESUE) | EU ISS (IESUE) |  |  |                         |                         |                         |                         |                         |                         |  |  | Président du Conseil européen                                | Président du Conseil européen                                | Président du Conseil européen                                | Président du Conseil européen                                | Président du Conseil européen                                | Président du Conseil européen                                |  |  |                                          |                                          |                                          |                                          | Chaîne de commandement                   | Chaîne de commandement                   | Chaîne de commandement | Chaîne de commandement | Chaîne de commandement | Chaîne de commandement |
| EU ISS (IESUE)                         | EU ISS (IESUE) | EU ISS (IESUE) | EU ISS (IESUE) | EU ISS (IESUE) | EU ISS (IESUE) |  |  |                         |                         |                         |                         |                         |                         |  |  | Président du Conseil européen                                | Président du Conseil européen                                | Président du Conseil européen                                | Président du Conseil européen                                | Président du Conseil européen                                | Président du Conseil européen                                |  |  |                                          |                                          |                                          |                                          | Chaîne de commandement                   | Chaîne de commandement                   | Chaîne de commandement | Chaîne de commandement | Chaîne de commandement | Chaîne de commandement |
|                                        |                |                |                |                |                |  |  |                         |                         |                         |                         |                         |                         |  |  |                                                              |                                                              |                                                              |                                                              |                                                              |                                                              |  |  |                                          |                                          |                                          |                                          | Coordination / support                   |                                          |                        |                        |                        |                        |
|                                        |                |                |                |                |                |  |  |                         |                         |                         |                         |                         |                         |  |  |                                                              |                                                              |                                                              |                                                              |                                                              |                                                              |  |  |                                          |                                          |                                          |                                          |                                          |                                          |                        |                        |                        |                        |
| SatCen (CSUE)                          | SatCen (CSUE)  | SatCen (CSUE)  | SatCen (CSUE)  | SatCen (CSUE)  | SatCen (CSUE)  |  |  | CIVCOM                  | CIVCOM                  | CIVCOM                  | CIVCOM                  | CIVCOM                  | CIVCOM                  |  |  | Haut représentant (CAE)                                      | Haut représentant (CAE)                                      | Haut représentant (CAE)                                      | Haut représentant (CAE)                                      | Haut représentant (CAE)                                      | Haut représentant (CAE)                                      |  |  |                                          |                                          |                                          |                                          |                                          |                                          |                        |                        |                        |                        |
| SatCen (CSUE)                          | SatCen (CSUE)  | SatCen (CSUE)  | SatCen (CSUE)  | SatCen (CSUE)  | SatCen (CSUE)  |  |  | CIVCOM                  | CIVCOM                  | CIVCOM                  | CIVCOM                  | CIVCOM                  | CIVCOM                  |  |  | Haut représentant (CAE)                                      | Haut représentant (CAE)                                      | Haut représentant (CAE)                                      | Haut représentant (CAE)                                      | Haut représentant (CAE)                                      | Haut représentant (CAE)                                      |  |  |                                          |                                          |                                          |                                          |                                          |                                          |                        |                        |                        |                        |
|                                        |                |                |                |                |                |  |  |                         |                         |                         |                         |                         |                         |  |  |                                                              |                                                              |                                                              |                                                              |                                                              |                                                              |  |  |                                          |                                          |                                          |                                          |                                          |                                          |                        |                        |                        |                        |
| IntCen                                 | IntCen         | IntCen         | IntCen         | IntCen         | IntCen         |  |  | Haut représentant (GPM) | Haut représentant (GPM) | Haut représentant (GPM) | Haut représentant (GPM) | Haut représentant (GPM) | Haut représentant (GPM) |  |  | Haut représentant (CoPS) (******)                            | Haut représentant (CoPS) (******)                            | Haut représentant (CoPS) (******)                            | Haut représentant (CoPS) (******)                            | Haut représentant (CoPS) (******)                            | Haut représentant (CoPS) (******)                            |  |  | Président du EUMC                        | Président du EUMC                        | Président du EUMC                        | Président du EUMC                        | Président du EUMC                        | Président du EUMC                        |                        |                        |                        |                        |
| IntCen                                 | IntCen         | IntCen         | IntCen         | IntCen         | IntCen         |  |  |                         | Haut représentant (GPM) | Haut représentant (GPM) | Haut représentant (GPM) | Haut représentant (GPM) | Haut représentant (GPM) |  |  | Haut représentant (CoPS) (******)                            | Haut représentant (CoPS) (******)                            | Haut représentant (CoPS) (******)                            | Haut représentant (CoPS) (******)                            | Haut représentant (CoPS) (******)                            | Haut représentant (CoPS) (******)                            |  |  | Président du EUMC                        | Président du EUMC                        | Président du EUMC                        | Président du EUMC                        | Président du EUMC                        | Président du EUMC                        |                        |                        |                        |                        |
|                                        |                |                |                |                |                |  |  |                         |                         |                         |                         |                         |                         |  |  |                                                              |                                                              |                                                              |                                                              |                                                              |                                                              |  |  |                                          |                                          |                                          |                                          |                                          |                                          |                        |                        |                        |                        |
| CMPD                                   | CMPD           | CMPD           | CMPD           | CMPD           | CMPD           |  |  |                         |                         |                         |                         |                         |                         |  |  |                                                              |                                                              |                                                              |                                                              |                                                              |                                                              |  |  | Directeur général de l'EMUE (***)        | Directeur général de l'EMUE (***)        | Directeur général de l'EMUE (***)        | Directeur général de l'EMUE (***)        | Directeur général de l'EMUE (***)        | Directeur général de l'EMUE (***)        |                        |                        |                        |                        |
| CMPD                                   | CMPD           | CMPD           | CMPD           | CMPD           | CMPD           |  |  |                         |                         |                         |                         |                         |                         |  |  |                                                              |                                                              |                                                              |                                                              |                                                              |                                                              |  |  | Directeur général de l'EMUE (***)        | Directeur général de l'EMUE (***)        | Directeur général de l'EMUE (***)        | Directeur général de l'EMUE (***)        | Directeur général de l'EMUE (***)        | Directeur général de l'EMUE (***)        |                        |                        |                        |                        |
| Niveau stratégique militaire / civil : |                |                |                |                |                |  |  |                         |                         |                         |                         |                         |                         |  |  |                                                              |                                                              |                                                              |                                                              |                                                              |                                                              |  |  |                                          |                                          |                                          |                                          |                                          |                                          |                        |                        |                        |                        |
|                                        |                |                |                |                |                |  |  |                         |                         |                         |                         |                         |                         |  |  |                                                              |                                                              |                                                              |                                                              |                                                              |                                                              |  |  |                                          |                                          |                                          |                                          |                                          |                                          |                        |                        |                        |                        |
|                                        |                |                |                |                |                |  |  | Dir. MPCC (***) (MPCC)  | Dir. MPCC (***) (MPCC)  | Dir. MPCC (***) (MPCC)  | Dir. MPCC (***) (MPCC)  | Dir. MPCC (***) (MPCC)  | Dir. MPCC (***) (MPCC)  |  |  | Cellule commune de coordination en matière de soutien (JSCC) | Cellule commune de coordination en matière de soutien (JSCC) | Cellule commune de coordination en matière de soutien (JSCC) | Cellule commune de coordination en matière de soutien (JSCC) | Cellule commune de coordination en matière de soutien (JSCC) | Cellule commune de coordination en matière de soutien (JSCC) |  |  | Directeur du CPCC (Civ OpCdr) (CPCC) (*) | Directeur du CPCC (Civ OpCdr) (CPCC) (*) | Directeur du CPCC (Civ OpCdr) (CPCC) (*) | Directeur du CPCC (Civ OpCdr) (CPCC) (*) | Directeur du CPCC (Civ OpCdr) (CPCC) (*) | Directeur du CPCC (Civ OpCdr) (CPCC) (*) |                        |                        |                        |                        |
|                                        |                |                |                |                |                |  |  | Dir. MPCC (***) (MPCC)  | Dir. MPCC (***) (MPCC)  | Dir. MPCC (***) (MPCC)  | Dir. MPCC (***) (MPCC)  | Dir. MPCC (***) (MPCC)  | Dir. MPCC (***) (MPCC)  |  |  | Cellule commune de coordination en matière de soutien (JSCC) | Cellule commune de coordination en matière de soutien (JSCC) | Cellule commune de coordination en matière de soutien (JSCC) | Cellule commune de coordination en matière de soutien (JSCC) | Cellule commune de coordination en matière de soutien (JSCC) | Cellule commune de coordination en matière de soutien (JSCC) |  |  | Directeur du CPCC (Civ OpCdr) (CPCC) (*) | Directeur du CPCC (Civ OpCdr) (CPCC) (*) | Directeur du CPCC (Civ OpCdr) (CPCC) (*) | Directeur du CPCC (Civ OpCdr) (CPCC) (*) | Directeur du CPCC (Civ OpCdr) (CPCC) (*) | Directeur du CPCC (Civ OpCdr) (CPCC) (*) |                        |                        |                        |                        |
| Niveau opérationnel :                  |                |                |                |                |                |  |  |                         |                         |                         |                         |                         |                         |  |  |                                                              |                                                              |                                                              |                                                              |                                                              |                                                              |  |  |                                          |                                          |                                          |                                          |                                          |                                          |                        |                        |                        |                        |
|                                        |                |                |                |                |                |  |  | MF Cdr (****) (MFHQ)    | MF Cdr (****) (MFHQ)    | MF Cdr (****) (MFHQ)    | MF Cdr (****) (MFHQ)    | MF Cdr (****) (MFHQ)    | MF Cdr (****) (MFHQ)    |  |  |                                                              |                                                              |                                                              |                                                              |                                                              |                                                              |  |  | Chef de mission (*)                      | Chef de mission (*)                      | Chef de mission (*)                      | Chef de mission (*)                      | Chef de mission (*)                      | Chef de mission (*)                      |                        |                        |                        |                        |
|                                        |                |                |                |                |                |  |  | MF Cdr (****) (MFHQ)    | MF Cdr (****) (MFHQ)    | MF Cdr (****) (MFHQ)    | MF Cdr (****) (MFHQ)    | MF Cdr (****) (MFHQ)    | MF Cdr (****) (MFHQ)    |  |  |                                                              |                                                              |                                                              |                                                              |                                                              |                                                              |  |  | Chef de mission (*)                      | Chef de mission (*)                      | Chef de mission (*)                      | Chef de mission (*)                      | Chef de mission (*)                      | Chef de mission (*)                      |                        |                        |                        |                        |
| Niveau tactique :                      |                |                |                |                |                |  |  |                         |                         |                         |                         |                         |                         |  |  |                                                              |                                                              |                                                              |                                                              |                                                              |                                                              |  |  |                                          |                                          |                                          |                                          |                                          |                                          |                        |                        |                        |                        |
|                                        |                |                |                |                |                |  |  |                         |                         |                         |                         |                         |                         |  |  |                                                              |                                                              |                                                              |                                                              |                                                              |                                                              |  |  |                                          |                                          |                                          |                                          |                                          |                                          |                        |                        |                        |                        |
|                                        |                |                |                |                |                |  |  |                         |                         |                         |                         |                         |                         |  |  |                                                              |                                                              |                                                              |                                                              |                                                              |                                                              |  |  |                                          |                                          |                                          |                                          |                                          |                                          |                        |                        |                        |                        |
| CC(**) Terre                           | CC(**) Terre   | CC(**) Terre   | CC(**) Terre   | CC(**) Terre   | CC(**) Terre   |  |  | CC(**) Air              | CC(**) Air              | CC(**) Air              | CC(**) Air              | CC(**) Air              | CC(**) Air              |  |  | CC(**) Mer                                                   | CC(**) Mer                                                   | CC(**) Mer                                                   | CC(**) Mer                                                   | CC(**) Mer                                                   | CC(**) Mer                                                   |  |  | Autres CCs(**)                           | Autres CCs(**)                           | Autres CCs(**)                           | Autres CCs(**)                           | Autres CCs(**)                           | Autres CCs(**)                           |                        |                        |                        |                        |
| CC(**) Terre                           | CC(**) Terre   | CC(**) Terre   | CC(**) Terre   | CC(**) Terre   | CC(**) Terre   |  |  | CC(**) Air              | CC(**) Air              | CC(**) Air              | CC(**) Air              | CC(**) Air              | CC(**) Air              |  |  | CC(**) Mer                                                   | CC(**) Mer                                                   | CC(**) Mer                                                   | CC(**) Mer                                                   | CC(**) Mer                                                   | CC(**) Mer                                                   |  |  | Autres CCs(**)                           | Autres CCs(**)                           | Autres CCs(**)                           | Autres CCs(**)                           | Autres CCs(**)                           | Autres CCs(**)                           |                        |                        |                        |                        |
|                                        |                |                |                |                |                |  |  |                         |                         |                         |                         |                         |                         |  |  |                                                              |                                                              |                                                              |                                                              |                                                              |                                                              |  |  |                                          |                                          |                                          |                                          |                                          |                                          |                        |                        |                        |                        |
| Forces                                 | Forces         | Forces         | Forces         | Forces         | Forces         |  |  | Forces                  | Forces                  | Forces                  | Forces                  | Forces                  | Forces                  |  |  | Forces                                                       | Forces                                                       | Forces                                                       | Forces                                                       | Forces                                                       | Forces                                                       |  |  | Forces                                   | Forces                                   | Forces                                   | Forces                                   | Forces                                   | Forces                                   |                        |                        |                        |                        |
| Forces                                 | Forces         | Forces         | Forces         | Forces         | Forces         |  |  | Forces                  | Forces                  | Forces                  | Forces                  | Forces                  | Forces                  |  |  | Forces                                                       | Forces                                                       | Forces                                                       | Forces                                                       | Forces                                                       | Forces                                                       |  |  | Forces                                   | Forces                                   | Forces                                   | Forces                                   | Forces                                   | Forces                                   |                        |                        |                        |                        |

*Si une mission civile du PPSC se trouve également sur le terrain, la relation avec Capacité civile de planification et de conduite (CPCC) et son commandant des opérations civiles (Civ OpCdr), ainsi que le chef de mission subordonné (CDM), est coordonnée comme indiqué.
**Autres commandants de composante (CC) et directions des services qui peuvent être établis.
***Le MPCC fait partie de l’EMUE et le directeur du MPCC est également directeur général de l’EMUE. À moins que le MPCC ne soit utilisé comme quartier général des opérations (OHQ), un OHQ national offert par les États membres ou la structure de commandement de l’OTAN (NCS) servirait à cette fin. Dans ce dernier cas, le Commandant Suprême Adjoint des Forces Alliées en Europe (DSACEUR), plutôt que le directeur du MPCC, servirait de Commandant de l’Opération (OpCdr).
****À moins que le MPCC ne soit utilisé comme Quartier Général d’Opération (OHQ), le Commandant de la Force de Mission (MFCdr) serait connu comme Commandant de Force (FCdr), et dirigerait un Quartier Général de Force (FHQ) plutôt qu’un MFHQ. Alors que le MFHQ agirait à la fois au niveau opérationnel et tactique, le FHQ agirait uniquement au niveau opérationnel.
*****Le niveau stratégique politique ne fait pas partie de la structure C2 proprement dite, mais représente les organes politiques, avec les facilités de soutien associées, qui déterminent l’orientation générale des missions. Le Conseil de l’Union européenne détermine le rôle du haut représentant, qui est vice-président de la Commission européenne, assiste aux réunions du Conseil européen, préside le Conseil des affaires étrangères (CAE) et peut présider le Comité politique et de sécurité (CoPS) en temps de crise. Le haut représentant propose et met en œuvre les décisions PSDC.
******Même composition que le Comité des représentants permanents (COREPER) II, qui prépare également les travaux du CAE pour le CSDP.

### Organes de direction politique

#### Conseil européen
Le Conseil européen définit les orientations et les priorités politiques générales de l'UE. Ses membres sont les chefs d'État ou de gouvernement des 28 États membres de l'UE, le président du Conseil européen et le président de la Commission européenne. Le haut représentant de l'Union pour les affaires étrangères et la politique de sécurité (HR/VP) participe aussi aux réunions du Conseil européen lorsque des questions relatives aux affaires étrangères y sont examinées.
De par le traité de Lisbonne, le Conseil européen est la clef de voûte de la politique de l'Union en matière de relations extérieures, de sécurité et de défense :

« Le Conseil européen identifie les intérêts stratégiques de l'Union, fixe les objectifs et définit les orientations générales de la politique étrangère et de sécurité commune, y compris pour les questions ayant des implications en matière de défense. »

— Article 26(1) du traité de l'Union européenne

#### Conseil de l'Union européenne
Le Conseil de l'UE, en formation de Conseil des Affaires étrangères est l'instance décisionnelle en matière de politique extérieure et de défense commune. Il se réunit environ une fois par mois au niveau des ministres des affaires étrangères et deux fois par semestre, il se réunit au niveau des ministres de la défense, qui n'ont pas de formation en propre.

« Le Conseil élabore la politique étrangère et de sécurité commune et prend les décisions nécessaires à la définition et à la mise en œuvre de cette politique, sur la base des orientations générales et des lignes stratégiques définies par le Conseil européen. Le Conseil et le Haut représentant de l'Union pour les affaires étrangères et la politique de sécurité veillent à l'unité, à la cohérence et à l'efficacité de l'action de l'Union. »

— Article 26(2) du traité de l'Union européenne

### Organes de préparation politique
Les organes de négociation ont pour objet de discuter entre les États membres de l'Union européenne des aspects politiques, stratégiques, opérationnels et technique d'une opération pour préparer les décisions qui seront prises par les organes de direction politique.

#### Comité des représentants permanents
Le Comité des représentants permanents (COREPER) est l'organe ultime qui finalise l'ensemble des éléments qui devront être soumis au Conseil européen ou au Conseil de l'Union européenne dans sa formation de Conseil des Affaires étrangères. À ce titre, il évoque en réunion les documents, décisionnels ou non, relatifs à la PESC, à la PSDC et au déploiement des opérations de l'Union européenne.

#### Comité politique et de sécurité
Le Comité politique et de sécurité (COPS) est une structure permanente du Conseil de l'UE, dont l'existence est inscrite à l’article 38 du traité sur l’UE. Il contribue à l’élaboration et à la mise en œuvre de la politique étrangère et de sécurité commune (PESC), et de la politique de sécurité et de défense commune (PSDC). Notamment, le COPS définit et suit les réponses de l'UE en cas de crise, fournit des avis au Conseil afin de contribuer à la définition des politiques, coordonne, supervise et contrôle les travaux menés par les différents groupes de travail du Conseil dans le domaine de la PESC. Le COPS conduit le dialogue politique en assurant le rôle d'interlocuteur privilégié du HR/VP ainsi que d'instance privilégiée de dialogue sur la PESD, par exemple avec l'OTAN.
Le COPS adresse des directives au Comité militaire (CMUE) et reçoit des avis et des recommandations de ce dernier. Le président du CMUE, qui participe, en cas de nécessité, aux réunions du COPS, assure l'interface avec l'État-major de l'Union (EMUE). Le COPS est présidé par le secrétaire général exécutif du Service européen pour l'action extérieure. Il est composé de 28 diplomates qui ont rang d'ambassadeur et d'un représentant de la Commission. Il se réunit en règle générale deux fois par semaine.

#### Comité militaire de l'Union européenne
Le Comité militaire de l'Union européenne (CMUE) est la plus haute instance militaire de l'UE. Il émet des « avis militaires » à la demande du Conseil, du COPS ou à son initiative. Il se compose des chefs d'état-major des États membres, qui se réunissent périodiquement et en délèguent le fonctionnement au quotidien au représentant militaire permanent de chaque pays auprès de l'UE. Il est présidé de manière permanente par un officier général ayant été, en principe, chef d'état-major des armées de son pays ou l'équivalent, qui conseille les plus hautes autorités de l'UE et supervise l'état-major militaire de l'UE (EMUE) en coordination avec le HR/VP,.

#### Autres groupes et comités
Il existe environ 150 groupes et comités hautement spécialisés qui forment les « instances préparatoires du Conseil » pour tous les domaines de la politique européenne, dont une quarantaine dans le domaine des Affaires étrangères. Certains d'entre eux traitent plus particulièrement les questions plus transversales de gestion de crise :
- le Groupe des conseillers pour les relations extérieures (RELEX) s'occupe des questions juridiques, financières et institutionnelles, sous la direction du COREPER II. Il négocie les décisions relatives aux déploiement des opérations de l'Union européenne et supervise le mécanisme de financement Athéna, propre aux opérations militaires[112].
- le Groupe de travail politico-militaire (GPM) s'occupe des aspects politiques des questions civiles et militaires, y compris en matière de concepts, de capacités, d'opérations et de missions. Il prépare les conclusions du Conseil et formule des recommandations destinées au COPS, veille à la mise en œuvre effective de ces recommandations et contribue à l'élaboration de la politique horizontale et facilite les échanges d'informations[113].
- le Comité civil (CIVCOM) conseille le COPS sur la gestion civile des crises et le développement des capacités civiles. Il peut siéger en plénière ou en formation technique particulière à chacun des instruments. Il se compose de diplomates appuyés en tant que de besoin par des experts des différents instruments civils de gestion de crises appartenant aux ministères nationaux concernés[114].

### Haut représentant pour la PSDC et les structures de gestion
La fonction de haut Représentant pour la politique étrangère et de sécurité commune est créée par le traité d'Amsterdam entré en vigueur en 1999. Le traité de Lisbonne élargit son champ de responsabilités en lui conférant le titre de vice-président de la Commission et en mettant à sa disposition le Service européen pour l'action extérieure et les agences de l'UE compétentes en matière de politique extérieure et de sécurité, ce qui fait de lui le « diplomate en chef » de l'Union européenne. L'intitulé de la fonction est adapté en conséquence, et devient le haut représentant de l'Union pour les affaires étrangères et la politique de sécurité.

#### Haut représentant de l'Union pour les affaires étrangères et la politique de sécurité (HR/VP)

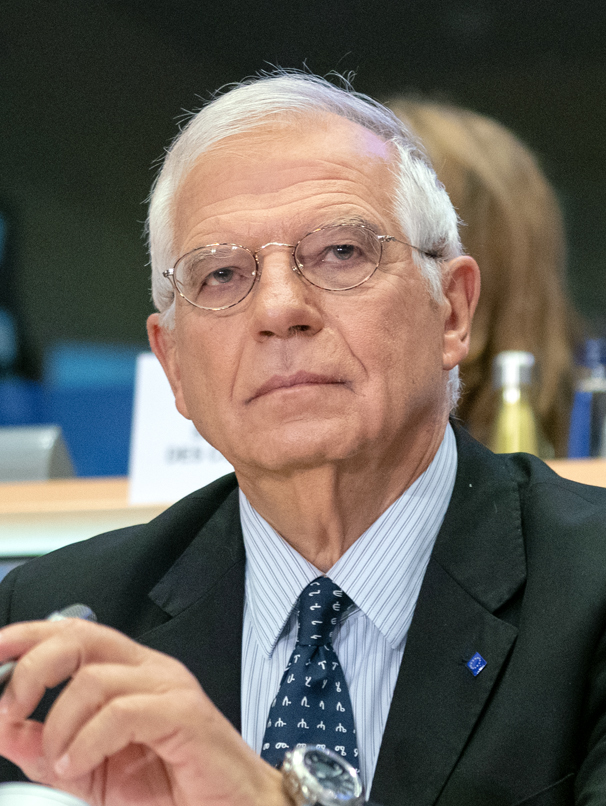
Josep Borrell

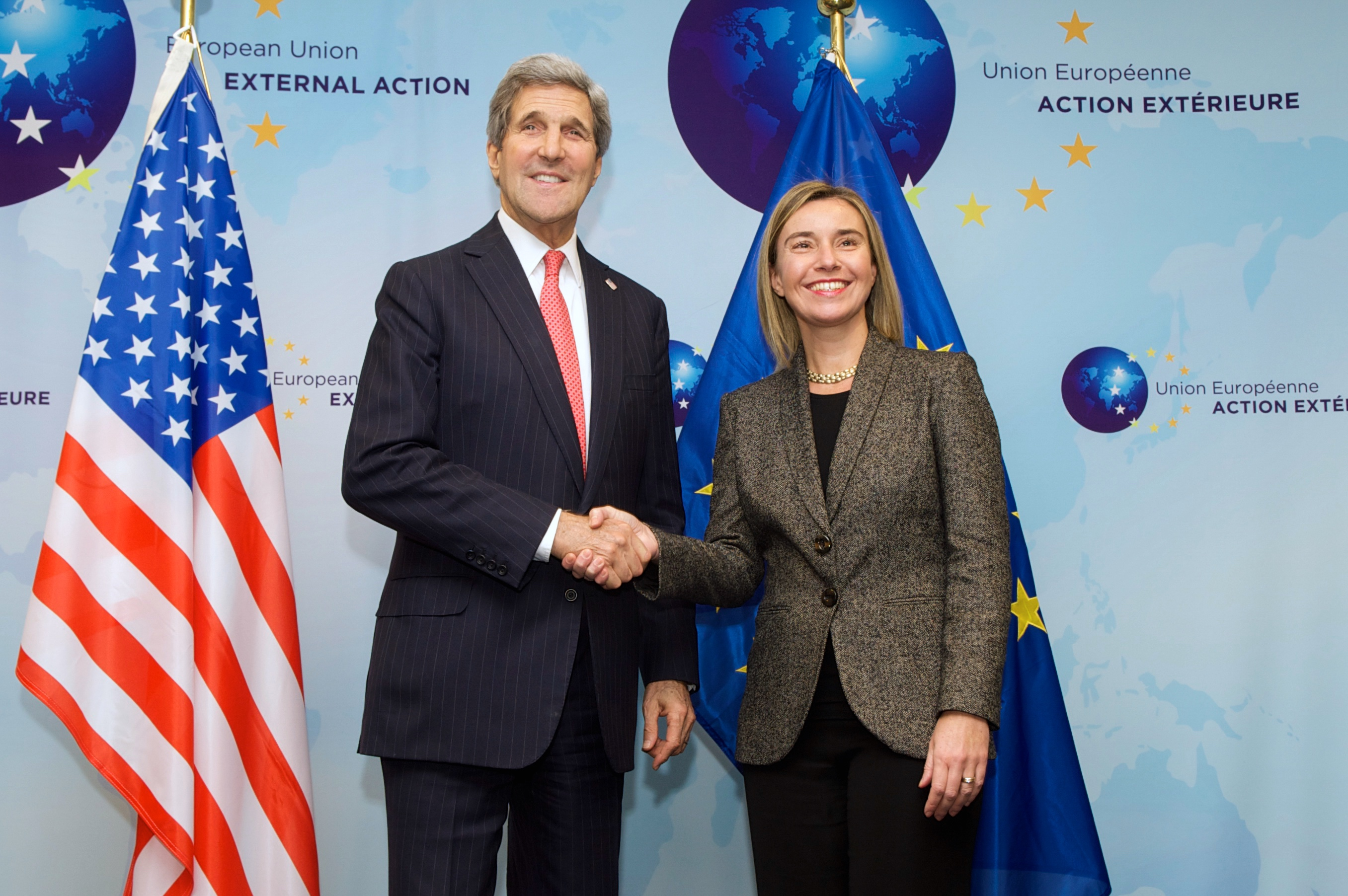
Federica Mogherini avec le secrétaire d'État des États-Unis, John Kerry en 2014 au siège du SEAE.

Le haut représentant est à la tête de la politique étrangère et de sécurité commune (PESC) et de la politique de sécurité et de défense commune (PSDC). Il a le pouvoir d'initiative au nom des États membres et gère le lien avec la Commission européenne pour les questions budgétaires ou économiques. Il offre l'environnement nécessaire à la prise de décisions qu'il est chargé d'exécuter,.

« La politique étrangère et de sécurité commune est exécutée par le haut représentant et par les États membres, en utilisant les moyens nationaux et ceux de l'Union. »

— Traité de l'Union européenne - Article 26.3
Le HR/VP est nommé pour cinq ans. Catherine Ashton occupe le poste de 2009 à 2014, Federica Mogherini de 2014 à 2019. Josep Borrell en est le titulaire depuis le 1er décembre 2019 au sein de la Commission 2019-2024 présidée par Ursula von der Leyen.

#### Service européen pour l'action extérieure (SEAE)
Les organes de travail appartiennent au Service européen pour l'action extérieure (SEAE) et ont pour objet de préparer et mettre à disposition les matériaux politiques ou stratégiques, d'alerte, d'analyse, de communication, de diplomatie et de droit, de planification ou de conduite qui vont servir de base aux discussions, aux décisions et, éventuellement, au déploiement et à la conduite d'opérations. Le SEAE comprend d'une part les délégations de l'UE dans le monde et d'autre part un ensemble de services civils ou militaires, :
- les délégations de l'UE dans le monde : les directions régionales (Managing Direction I à VI) sont au nombre de six. Elles ont pour mission de veiller sur la situation dans leurs domaines géographiques respectifs et d'élaborer les documents nécessaires au fonctionnement du SEAE ou du COPS.
- l'État-major de l'Union européenne : il apporte l'expertise militaire aux travaux du Comité militaire de l'Union européenne (CMUE) auquel il rend des comptes, et du Comité politique et de sécurité. Il élabore des documents politiques, de doctrine ainsi que des documents de planification stratégique[122],[123].
- le Commandement des missions militaires (MPCC) : cette structure de « capacité militaire de planification et de conduite », la plus récente de la PSDC, est le résultat d'une décision de compromis prise par le Conseil des affaires étrangères de l'UE le 6 mars 2017. Elle consiste en un embryon d'état-major de conduite opérationnelle des opérations militaires de l'UE à mandat non exécutif, i.e. non combattantes, pendant de la CPCC chargé des opérations civiles. Le consensus à cette date ne s'est pas établi sur la création de quartiers généraux opérationnels militaires permanents, nécessaires selon leurs partisans pour améliorer l'efficacité des missions militaires[124].
- le Commandement des missions civiles (CPCC) : la capacité civile de planification et de conduite est le pendant civil de l'état-major militaire de l'UE. Cette entité a pour mission de planifier et de conduire les opérations civiles de gestion de crise de l'Union européenne sur le plan stratégique sous la direction du COPS. Elle est composée d'une soixantaine d'agents du SEAE. Son chef est systématiquement nommé commandant d'opération civile pour toutes les opérations civiles de gestion de crise de l'UE (Civilian Operation Commander - CivOpCdr)[125].
- la Direction planification et gestion de crise (CMPD) : la direction de la planification et de la gestion des crises est chargée de la planification sur le plan politique et stratégique des opérations civiles et militaires de la PSDC. Elle est chargée, par ailleurs, de l'organisation des exercices de gestion de crise organisés par l'UE et de soutenir les processus de l'« Objectif global », visant à identifier les capacités civiles et militaires de l'Union européenne dans le cadre de la PSDC, puis de contribuer au comblement des lacunes ainsi détectées. À cet effet, elle est composée de trois unités : l'unité de planification stratégique intégrée, l'unité de d’entraînement et des capacités civiles et l'unité de partenariat et de capacités militaires[126].
- le Centre de situation et du renseignement de l’Union européenne (IntCen) : il a remplacé le Situation Center en 2010 mais ses caractéristiques n'ont pas vraiment changé. Il s'agit avant tout d'un centre d'analyse et d'alerte. Ses sources sont essentiellement ouvertes mais il peut recevoir des informations classifiées de la part des États-membres ou des représentations du SEAE. Il analyse en premier les matériaux qu'il reçoit et ses synthèses soutiennent largement l'activité du COPS[127].

#### Agences de la PSDC
Quatre agences sont en place dans le cadre de la politique de sécurité et de défense commune :
- l'Agence européenne de défense (EDA)[129], créée en 2004, et dont le rôle est décrit à l'article 45 du TUE. Elle a pour mission d'améliorer les capacités de défense de l’Union européenne, notamment dans le domaine de la gestion des crises, de promouvoir la coopération européenne dans le domaine de l'armement, de renforcer la base industrielle et technologique de défense de l'UE et de favoriser la recherche. Ses moyens limités, environ 120 personnels et un budget annuel d'environ 30 millions d'euros, traduisent une absence de volonté politique forte des trois États principaux de l'UE de s'accorder sur des programmes d'armements conduits au niveau européen et sur la mutualisation de leurs capacités[130]. L'Agence travaille en partenariat avec l'Organisation conjointe de coopération en matière d'armement (OCCAr) qui gère quelques programmes menés par deux ou plusieurs pays de l'UE[131],[132].
- l'Institut d'études de sécurité de l'UE (IESUE ou ISS), dont l'objet est de promouvoir une culture de sécurité commune dans l'UE, de contribuer au développement de la PESC et d'enrichir le débat stratégique[133].
- le Collège européen de sécurité et de défense (CESD), qui a pour rôle de dispenser des formations au personnel civil et militaire dans le domaine de la politique européenne de sécurité et de défense (PESD), de promouvoir une compréhension commune de cette politique et de diffuser les meilleures pratiques en la matière. Il repose sur un réseau réseau d'instituts, de collèges, d'académies et d'universités traitant des questions de politique de sécurité et de défense, parmi lesquels l'Institut des hautes études de défense nationale (IHEDN)[134].
- le Centre satellitaire de l'UE (SATCEN), qui appuie la politique étrangère et de sécurité commune (PESC) en fournissant des services basés sur des moyens spatiaux et des données collatérales[135].

### Rôle des autres institutions européennes
De par le TUE, le Parlement européen n'a pas de rôle spécifique à jouer dans la définition et la mise en œuvre de la PSDC. Cependant il doit être consulté et informé régulièrement en matière de PESC par le HR/VP. Le Parlement procède deux fois par an à un débat sur les progrès réalisés dans la mise en œuvre de la PESC et la PSDC. La commission « Affaires étrangères » et sa sous-commission « Sécurité et défense » organisent des conférences et publient régulièrement des points de vue touchant les différents aspects de la PESC et de la PSDC,. En règle générale, le Parlement adopte des positions favorables au développement de la PSDC.
Avec le traité de Lisbonne, la majeure partie des attributions de la Commission européenne en matière de relations extérieures et de défense est transférée au HR/VP. La DG Relations extérieures est dans le même temps dissoute, et rejoint en grande partie le SEAE. Toutefois, la Commission garde ses compétences en matière de coopération internationale et agit pour le développement de la recherche et de l'industrie de la défense en Europe.

## Opérations et missions

### Opérations menées par l'UE au titre de la PSDC
Une mission ou opération de la PSDC peut être civile ou militaire. La nature du mandat de l'UE constitue un second critère de catégorisation de ces missions qui peuvent être soit sous mandat exécutif dès lors qu'elles impliquent l'emploi de la force, soit sous mandat non exécutif si elles relèvent d'activités d'observation, de conseil ou de formation. Pour ces dernières, l'appellation de « mission » est utilisée de préférence à celle d'« opération » au contraire utilisée dans le contexte d'une intervention à caractère militaire et sous mandat exécutif.
Depuis l'entrée en application du traité de Lisbonne, entre 2010 et 2020, l'UE a lancé sept missions civiles et huit opérations militaires. Parmi ces dernières, l'opération EUFOR Libya n'a pas été déployée faute d'un feu vert de l'ONU. Aucune nouvelle mission ou opération n'est lancée en 2018 ni en 2019. Début 2020, cinq d'entre elles sur quinze sont terminées. À cette date, sept opérations lancées avant 2010 sont toujours actives ; au total, les dix-sept missions et opérations actives mobilisent environ 5 000 personnels civils et militaires.
|                     | 2010         | 2011        | 2012                                                          | 2013        | 2014               | 2015                           |
| ------------------- | ------------ | ----------- | ------------------------------------------------------------- | ----------- | ------------------ | ------------------------------ |
| Mission civile      |              |             | EUCAP Nestor / Somalia EUAVSEC South-Soudan EUCAP Sahel Niger | EUBAM Libya | EUAM Ukraine       | EUCAP Sahel Mali               |
| Opération militaire | EUTM Somalia | EUFOR Libya |                                                               | EUTM Mali   | EUFOR RCA          | EUNAVFOR Med Sophia EUMAM RCA, |
|                     | 2016         | 2017        | 2018                                                          | 2019        | 2020               | 2021                           |
| Mission civile      |              | EUAM Irak   |                                                               |             |                    |                                |
| Opération militaire | EUTM RCA     |             |                                                               |             | EUNAVFOR Med IRINI |                                |
|                     | 2022         | 2023        | 2024                                                          | 2025        | 2026               | 2027                           |
| Mission civile      |              | EUM Arménie |                                                               |             |                    |                                |
| Opération militaire |              |             |                                                               |             |                    |                                |
| 1. 2.               |              |             |                                                               |             |                    |                                |

### Planification et conduite des opérations et missions de la PSDC

#### Processus décisionnel d'engagement d'une mission ou d'une opération
La décision de lancer une mission ou une opération dans le cadre de la PSDC se prend au terme d'un processus à caractère politique et militaire soumis en dernier ressort à une décision du Conseil de l'UE prise à l'unanimité. Ce processus comprend plusieurs étapes codifiées en 2013, revues et complétées à plusieurs reprises depuis. Géré par le HR/VP et le Service européen pour l'action extérieure (SEAE) qu'il dirige, le processus est placé sous le contrôle politique du Comité politique et de sécurité (COPS) qui valide le passage de chaque jalon, depuis la vision politique stratégique jusqu'au plan d'opération ou de mission, et prépare l'approbation formelle du Conseil des affaires étrangères de l'UE.
Les documents et décisions soumis au COPS sont revus au préalable pour avis par le Comité chargé des aspects civils de la gestion des crises (Civcom) s'il s'agit d'une mission civile ou par le Comité militaire de l'Union européenne (CMUE) s'il s'agit d'une opération militaire.
Les différents documents sont préparés par les services civils et militaires du SEAE destinés à la gestion des crises sous l'autorité du HR/VP : l'État-major de l'Union européenne (EMUE), le Commandement des missions militaires (MPCC), le Commandement des missions civiles (CPCC), la Direction planification et gestion de crise (CMPD) et le Centre de situation et du renseignement de l’Union européenne (IntCen). Ce travail est réalisé en coordination étroite avec les États membres les plus concernés et désireux de s'impliquer opérationnellement et les autres institutions et services de l'UE au sein de réunions de crise et de « task forces »,.

#### Conduite des opérations
La conduite des opérations militaires de l'UE s'articule à trois niveaux, du stratégique au tactique.
Sous le contrôle du Comité militaire de l'UE, l'État-major de l'UE assure la vision stratégique de toutes les opérations en cours. En son sein, le Centre d'opérations de l'UE constitue une structure qui peut être activée pour coordonner certaines des opérations en cours avec des moyens pour partie permanents de l'EMUE et pour partie fournis par les États membres concernés au cas par cas. En pratique le Centre d'opérations est activée la première fois en 2012 pour les missions et opérations de l'UE se déroulant dans la corne de l'Afrique ; son mandat est prolongé jusqu'à fin 2016 et étendu aux missions dans le Sahel.
Sur le plan militaire stratégique de planification et de conduite, un État-major d'opérations (EMOPS/OHQ) planifie la stratégie militaire des opérations, accompagne le déploiement et le retour des forces. Comme l'UE ne possède pas d'état-major permanent en propre pour assurer cette fonction, un choix est effectué pour chaque opération parmi plusieurs solutions possibles :
- soit l'UE en appelle aux États membres qui se sont proposés pour mettre à sa disposition un OHQ. À ce titre, elle peut choisir entre cinq états-majors nationaux, un français (Suresnes-Le Mont Valérien), un allemand (Potsdam), un britannique (Northwood), un italien (Rome) et un grec (Larissa)[146].
- soit l'UE en appelle à l'OTAN, dans le cadre des accords Berlin Plus, pour que l'organisation mette à sa disposition son état-major d'opérations dédié, le Grand quartier général des puissances alliées en Europe à Mons, voire, dans certains cas, des états-majors subordonnés. Ces états-majors sont multinationalisés sur la base d'un noyau clé (key nucleus) proposé par la nation ou l'organisation hôte, noyau clé qui charpente et assure le démarrage de l'état-major jusqu'à ce qu'il ait atteint sa capacité opérationnelle initiale (Initial operational capability-IOC) ou entière (Full operational capability-FOC).
- soit, depuis une décision du Conseil de l'UE du 6 mars 2017, l'UE peut recourir à la « capacité militaire de planification et de conduite » (MPCC) au sein de l’État-major de l’Union européenne à Bruxelles, pour assurer au niveau stratégique la planification et la conduite opérationnelles de missions militaires à mandat non exécutif ». Ce quartier général embryonnaire doit permettre aux commandants d'opérations « non exécutives » à l'échelon local de « se concentrer sur les activités propres à leur mission, avec un meilleur soutien fourni par Bruxelles ».

Au niveau local, un État-major de la force (EM FOR/FHQ) conduit la mission sur les théâtres des opérations.

### Capacités opérationnelles de la PSDC

#### Processus de gestion des capacités
Les opérations militaires et les missions civiles de l'UE reposent sur des « capacités » engagées individuellement par les États membres. L'UE ne dispose pas de capacités en propre : les États membres mettent à sa disposition des troupes nationales et des capacités, sur une base volontaire.

##### Objectif global à l'horizon 2003 d'Helsinki
Une première étape est franchie lors du Conseil européen d'Helsinki de décembre 1999 qui entérine un plan quantitatif de moyens militaires disponibles à l'horizon 2003 (en anglais « Headline goal ») afin « de développer une capacité autonome de décider et, là où l'OTAN en tant que telle n'est pas engagée, de lancer et de conduire des opérations militaires sous la direction de l'UE, en réponse à des crises internationales ». Ce plan prévoit notamment que « les États membres devront être en mesure, d'ici 2003, de déployer dans un délai de 60 jours et de soutenir pendant au moins une année des forces militaires pouvant atteindre 50 000 à 60 000 personnes, capables d'effectuer l'ensemble des missions de Petersberg ».
Dans le domaine civil, les besoins de police sont définis au Conseil européen de Santa Maria de Feira en juin 2000, qui fixe un objectif de 5000 officiers de police dont 1000 déployables en 30 jours. Pour l'état de droit, les besoins sont fixés à 200 personnels judiciaires de toutes fonctions.

##### Objectif global à l'horizon 2010
La seconde étape intervient en 2004, pour répondre aux besoins identifiés dans le document de stratégie européenne de sécurité validé l'année précédente, avec la validation lors du Conseil européen de juin 2004 d'un « objectif global à l'horizon 2010 » en matière de capacités militaires et d'un « plan d'action pour la gestion civile des crises ». En parallèle, l'EMUE met au point le concept des « groupements tactiques », considérés comme une alternative plus réaliste, moins coûteuse et plus petite que la force d'action rapide prévue dans l'objectif global 2003 d'Helsinki.
Ce nouvel objectif global n'est à la différence du précédent pas de nature quantitative mais qualitative.

##### Les plans de développement des capacités
À partir de 2006, l'Agence européenne de défense (AED) est missionnée pour produire périodiquement un « plan de développement des capacités » (CDP) à court, moyen et long termes,. La mise à jour de 2014 du CDP est approuvée le 19 novembre 2014 par le Comité directeur de l'AED réunie en formation des Ministres de la défense. Ce document identifie 16 priorités d'action, parmi lesquelles synthétiquement :
- obtenir la supériorité en matière de recueil et de traitement de l'information.
- assurer la protection des forces sur théâtre d'opération (défense antimissile...).
- sécuriser les lignes maritimes de communication.

Ces priorités d'action sont très largement communes avec celles de l'OTAN. Le CDP met aussi l'accent sur les enseignements tirés des opérations récentes, les risques encourus dans les domaines où les engagements précédents ne sont pas à ce jour[Quand ?] complètement remplis et sur les possibilités de coopération multinationales.

### Moyens militaires
L'Union européenne n'a pas de moyens militaires ou civils dédiés ou en propre. Elle doit donc faire appel aux capacités des États membres chaque fois qu'elle déploie une opération. Lorsqu'une opération est décidée, le plan d'opération prévoit la force nécessaire pour l'accomplir. L'Union européenne demande alors aux États membres de fournir les capacités nécessaires au cours d'un processus dit « de génération de force » où sont établis les engagements des États qui participent à l'opération.

#### Groupements tactiques
Pour limiter les délais de génération de force, un système appelé « groupement tactique » fondé sur l'identification de forces mises en alerte à son profit, a été mis en place à partir de 2004. Ce dispositif dit « battlegroup 1500 » a pour objectif de fournir 1 500 hommes prêts à agir dans les délais impartis. Ces groupements tactiques sont des forces identifiées dans les États membres, mises à disposition de l'Union européenne selon un tour d'alerte et changées tous les six mois.
Cependant, dès 2010, des doutes furent soulevés à propos de ces ambitions réduites, notamment par l’International Institute for Strategic Studies (IISS). À fin 2016, aucune des opérations engagées par l'UE n'a déployé de groupement tactique.

#### Commandement européen de transport aérien
Opérationnel depuis 2010, le Commandement européen de transport aérien (EATC) regroupe des moyens de transport mis à disposition par sept États : l'Allemagne, la Belgique, l'Espagne, la France, l'Italie, le Luxembourg et les Pays-Bas. L'EATC dispose d'un état-major permanent localisé sur la base aérienne d'Eindhoven aux Pays-Bas. Plus de 200 aéronefs sont mis à sa disposition par les États membres. L'EATC assure un appui logistique important aux opérations de l'UE.

#### Forces multinationales mises prioritairement à disposition de l'UE
Depuis la fin de la guerre froide, des unités multinationales ont été créées par des accords spécifiques entre deux ou plusieurs États européens, membres de l'UE. Ces unités ne sont pas institutionnellement liées à l'Union européenne, leur emploi éventuel dans le cadre de la PSDC n'est donc pas défini. À fin 2016, elles n'ont été mises en action dans des opérations de l'UE que de façon très limitée. Ces unités sont :
- la force de l'Union européenne (Eufor), regroupant les opérations militaires des forces opérationnelles de l'Union européenne dans le cadre de la PSDC ;
- la force maritime européenne (EuroMarFor), regroupant des forces navales mises à disposition par l’Espagne, la France, l’Italie et le Portugal ;
- le corps de réaction rapide européen (Eurocorps), regroupant les forces de l’Allemagne, la Belgique, l’Espagne, la France, le Luxembourg ;
- la Brigade franco-allemande, constituée d'un état-major franco-allemand intégré et d'unités françaises et allemandes qui lui sont rattachées en permanence ;
- le Groupe aérien européen regroupant des forces aériennes d'Allemagne, Belgique, Espagne, France, Italie, Pays-Bas et Royaume-Uni.
- la force de gendarmerie européenne (EuroGendFor), regroupant les forces de police à statut militaire des sept pays de l'Union européenne qui en disposent[153].

### Moyens civils
Cette capacité de réaction rapide avait été aussi envisagée par l'outil « police ». La France avait, à cet effet, mis à la disposition de l'Union européenne un noyau clé d'état-major appelé « État-major projetable européen » (EMPE) basé à Brétigny-sur-Orge. Pour l'instant, cette capacité a été dissoute et n'existe pas ailleurs.

## Mise en application de la PSDC
En pratique, l'entrée en vigueur du Traité s'accompagne paradoxalement d'une perte d'élan : de 2009 à 2011, l'Union lance une seule mission (EUTM Somalia). La crise financière de 2008 et le temps nécessaire à mettre en place la nouvelle organisation expliquent en partie cette situation. Le 30 novembre 2011, le Conseil de l'Union européenne approuve onze projets communs de mutualisation et de partage des forces de défense. Ils concernent notamment le ravitaillement des appareils en vol, le renseignement et la reconnaissance, l'entraînement, la surveillance maritime et les hôpitaux de campagne. Selon la directrice de l'Agence européenne de défense Claude-France Arnould, ces accords résultent à la fois d'une volonté politique de coopération de la part des États membres et de contraintes budgétaires qui les incitent à mutualiser les dépenses. Parallèlement, le Royaume-Uni et la France renforcent leur coopération en matière militaire par deux traités signés à Londres en 2010.
Les années 2012 à 2015 voient un regain d'intérêt pour la PSDC avec le lancement de dix missions civiles ou militaires. Les missions en cours durant ces mêmes années mobilisent environ 6 000 personnels civils et militaires. Le Conseil européen met la PSDC à son ordre du jour à trois reprises, en décembre 2012, décembre 2013 et juin 2015, et demande que la PSDC soit plus efficace et visible. À cet effet le HR/VP et le Conseil des affaires étrangères de l'UE élaborent des plans de développement des capacités et tentent de définir des procédures de gestion de crise permettant à l'Union d'intervenir plus rapidement et plus efficacement.
Au-delà de ces intentions affichées, les États membres de l'UE restent divisés sur le niveau d'ambition de la PSDC : beaucoup ne disposent que de capacités financières ou militaires limitées et parmi ceux qui possèdent l'une ou l'autre, aucun n'a réellement la volonté de prendre le risque d'un positionnement plus affirmé de l'UE sur la scène internationale, et le Royaume-Uni mais aussi la Pologne ne souhaitent pas que l'Union s'investisse dans le domaine de la défense.

### Application de la clause de solidarité européenne
Les dispositions relatives à la PSDC incluent une clause de solidarité entre les États européens, semblables à celle figurant à l'article 5 du Traité de l'Atlantique nord. L’article 42.7 du TUE stipule qu'« au cas où un Etat membre serait l’objet d’une agression armée sur son territoire, les autres Etats membres lui doivent aide et assistance par tous les moyens en leur pouvoir, ... »,.
Cette clause est pour la première fois invoquée par la France après les attentats de Paris du 13 novembre 2015. Le président français François Hollande indique devant le Parlement réuni en Congrès qu'il va demander l'application de cette clause jamais activée depuis son introduction dans le traité de Lisbonne. Cette requête est présentée le 17 novembre 2015, lors d'une réunion des ministres de la défense de l'UE. La France fait ce choix de préférence au recours à la clause de solidarité figurant à l'article 222 du TFUE, qui prévoit pourtant les cas de terrorisme et autres catastrophes, mais est d'inspiration plus civile que militaire,.

### Nouvel élan donné depuis 2016 aux questions de sécurité et de défense
L'année 2016, marquée par le Brexit voit aussi aboutir les réflexions sur la stratégie globale de l'Union, qui est présentée au Conseil européen de juin 2016 et dont le plan de mise en œuvre est validé par le Conseil européen de décembre 2016. L'optique demeure que l'UE puisse intervenir efficacement dans toutes les phases du cycle complet d'une situation de crise et contribuer ainsi durablement à la stabilité des pays concernés.

### Impact du Brexit sur la participation du Royaume-Uni aux activités de sécurité et de défense de l'UE
Le Royaume-Uni considère avoir toujours participé activement à la mise en œuvre de la PSDC, tout en ayant constamment affirmé qu'à ses yeux l'OTAN demeure le socle de la sécurité et de la défense de l'Europe et préféré développer des accords binationaux comme ceux de Lancaster House passés avec la France en 2010. En septembre 2017, dans le cadre de la procédure de retrait du Royaume-Uni de l'Union européenne, le gouvernement britannique se montre favorable à continuer de participer en termes opérationnels et budgétaires aux activités de sécurité et de défense de l'UE,.

## Relations entre l'Union européenne et l'OTAN

Carte montrant les États membres de l'Union et ceux de l'OTAN :
États uniquement membres de l'UE
États uniquement membres de l'OTAN
États membres des deux

### Avant le traité de Lisbonne (1996-2006)
Au Conseil de l'Atlantique nord de Berlin le 3 juin 1996, l'Alliance s'engage à soutenir le développement de l'Identité européenne de sécurité et de défense (IESD) au sein de l'OTAN ; les pays de l'OTAN décident aussi de mettre à la disposition de l'UEO et de l'UE les moyens et capacités collectifs de l'Alliance pour des opérations dirigées par l'UEO et menées par les Alliés européens en application de la PESC,.
Au sommet de l'OTAN à Washington du 23 avril 1999, les engagements pris à Berlin en 1996 par l'OTAN au bénéfice de l'UEO sont repris au profit de l'Union européenne afin de « permettre l'accès aisé de l'Union européenne aux moyens et capacités collectifs de l'Alliance pour des opérations dans lesquelles l'Alliance dans son ensemble ne serait pas engagée militairement en tant qu'Alliance ».
Le partenariat stratégique entre l'UE et l'OTAN est formalisé sur le plan politique le 16 décembre 2002 par la déclaration OTAN - Union européenne, qui indique que « l'OTAN apporte son soutien à la PESD conformément aux décisions prises en la matière lors du Sommet de Washington, et donne à l'Union européenne, entre autres et en particulier, un accès garanti aux capacités de planification de l'OTAN ».
Cette prise de position politique ouvre la voie aux arrangements « Berlin plus », adoptés le 17 mars 2003, qui posent les fondements opérationnels de la coopération OTAN-UE dans le domaine de la gestion des crises. Ils permettent à l'Alliance de soutenir des opérations dirigées par l'UE dans lesquelles l'OTAN dans son ensemble n'est pas engagée. Sur ces bases, le premier déploiement militaire opérationnel de l’UE intervient le 31 mars 2003 avec l’opération Concordia qui prend la relève de l’opération Allied Harmony de l’OTAN.
Pour pallier les difficultés de coordination constatées sur le terrain, des structures permanentes sont mises en place : depuis 2005, une équipe de liaison de l'OTAN est installée à l'état-major militaire de l'UE (EMUE) et symétriquement depuis 2006 cellule de liaison de l'UE est installée au sein du SHAPE.

### Depuis l'avènement de la PSDC
L'avènement de la PSDC par le traité de Lisbonne de 2007 n'entraîne aucune remise en cause du rôle premier de l'OTAN dans la défense des États européens qui en sont membres : l'article 42 précise que la politique de sécurité et de défense de l'Union « n'affecte pas le caractère spécifique de la politique de sécurité et de défense de certains États membres. Les engagements et la coopération dans ce domaine demeurent conformes aux engagements souscrits au sein de l'Organisation du traité de l'Atlantique Nord, qui reste, pour les États qui en sont membres, le fondement de leur défense collective et l'instance de sa mise en œuvre. ».
Faisant suite à la déclaration commune UE-OTAN publiée en juillet 2016 à l'occasion du sommet de l'OTAN à Varsovie, les ministres de la Défense font en novembre 2016 le point de la coopération entre l'UE et l'OTAN avec le secrétaire général de l'OTAN, Jens Stoltenberg. Quarante-deux propositions s'inscrivant dans les 7 domaines recensés dans la déclaration commune sont adoptées début décembre 2016 par le Conseil de chaque organisation. Les ministres de l'UE mettent l'accent sur la nécessité d'une coordination et d'une complémentarité UE-OTAN globales et sur l'attachement de l'UE à une relation transatlantique forte.
En décembre 2017, le Conseil de l'UE approuve un nouvel ensemble de propositions de coopération entre l'UE et l'OTAN en vue de la poursuite de leurs travaux conjoints, notamment en ce qui concerne la lutte contre le terrorisme, les femmes, la paix et la sécurité, ainsi que la mobilité militaire,.
À la veille du sommet de l'OTAN organisé les 11 et 12 juillet 2018, l'UE et l'OTAN signent une nouvelle déclaration commune qui identifie quatre domaines prioritaires de coopération : la mobilité militaire, la lutte contre le terrorisme, l’amélioration de la résilience face aux risques chimiques, biologiques, radiologiques et nucléaires, et la promotion du programme pour les femmes, la paix et la sécurité,.

## Financement de la PSDC
Les dépenses administratives générées par la mise en œuvre de la PSDC sont à la charge du budget de l'Union.
Les missions civiles sont financées principalement par le budget communautaire de la PESC, géré par la Commission européenne et voté par le Parlement européen. Le Cadre financier pluriannuel 2014-2020 du budget de l'Union fixe à un peu plus de 300 millions d'euros par an le plafond des dépenses relatives à la PESC.
Concernant les interventions à caractère militaire, leur financement n'est pas assuré via le budget de l'Union européenne (UE). Elles se divisent en deux parties :
- Les dépenses communes qui sont couvertes par un mécanisme appelé Athéna[176],[177]. Ce mécanisme a pour objet de répartir les dépenses communes non pas en fonction de la participation des États membres, mais en fonction de leur produit intérieur brut. Cela signifie que, quel que soit l'intérêt que porte chacun des États membres à l'opération, il participe à son financement qui couvre les coûts afférents aux coûts des ressources et moyens communs : ils concernent principalement la planification et la préparation des opérations, le fonctionnement des états-majors et les infrastructures et moyens logistiques en support.
- Les coûts des moyens militaires nationaux mis à disposition des opérations de la PSDC restent à la charge de chacun des États membres qui y participent.

Le Conseil des affaires étrangères de l'UE, réuni avec les ministres de la Défense, demande le 14 novembre 2016 que soit révisé en profondeur le mécanisme Athena en 2017 dans le cadre du plan de mise en œuvre portant sur la sécurité et la défense (action 11 des 13 actions contenues dans ce plan).